# Década de 2010
Conforme padronização da norma internacional para representação de data e hora da Organização Internacional de Padronização (ISO), a década de 2010, também referida como anos 2010, década de 10 ou anos 10, compreende o período de tempo entre 1 de janeiro de 2010 e 31 de dezembro de 2019.

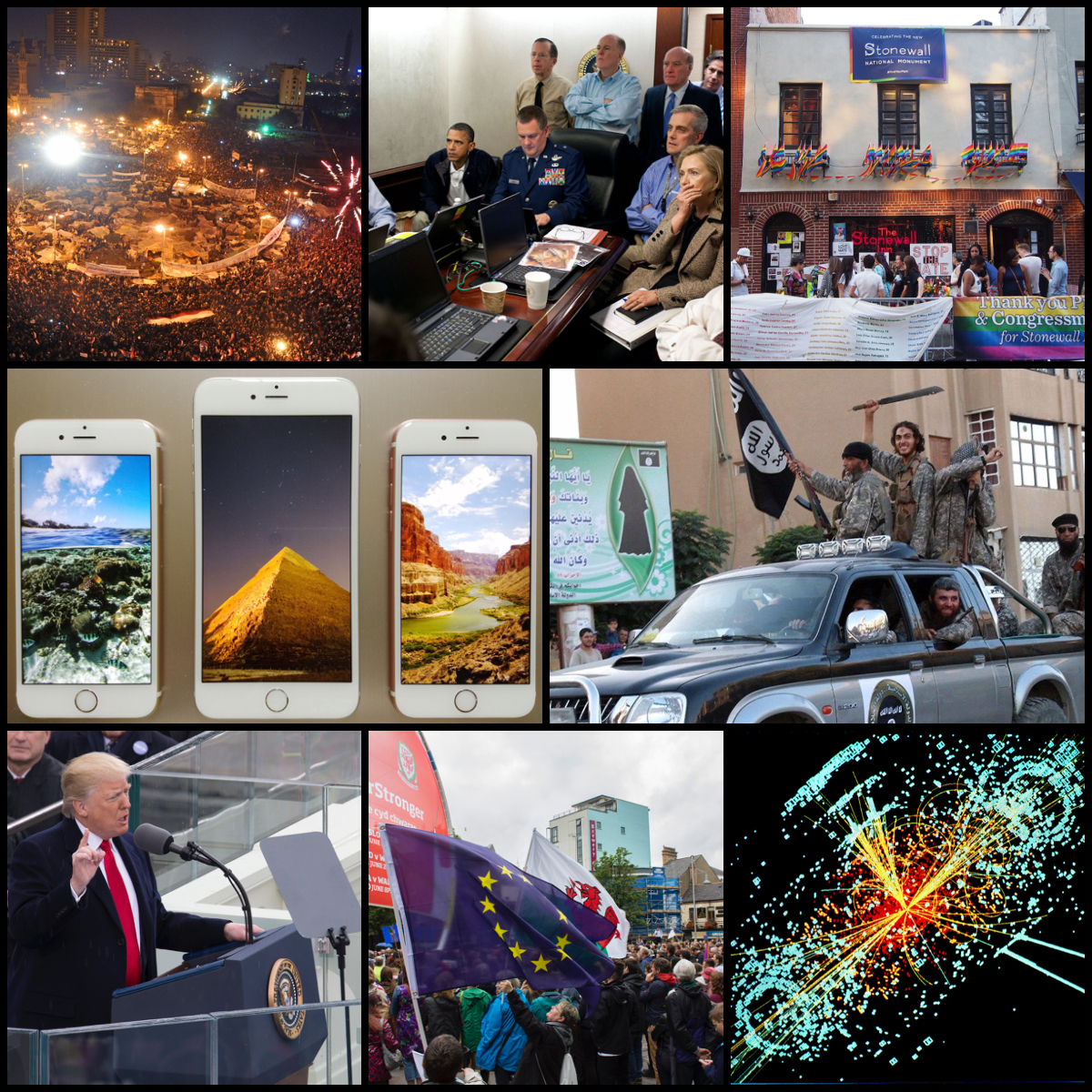
Da esquerda no sentido horário: Egípcios celebraram a renúncia de Hosni Mubarak durante a Primavera Árabe de 2011; O presidente dos EUA, Barack Obama, e sua equipe de segurança nacional supervisionam a Operação Lança de Neptuno, na qual ocorreu a morte de Osama bin Laden em 2011; a aceitação LGBT aumenta em diversas partes do mundo; Militantes do Estado Islâmico desfilam em Raqqua; o Bóson de Higgs é detectado pelo Grande Colisor de Hádrons e posteriormente confirmado em 2013; membros do movimento pró-Europa protestam contra a saída do Reino Unido da UE; Donald Trump em sua posse como Presidente dos EUA em 2017; tecnologias móveis e digitais, como o Smartphone, se tornam extremamente populares.

## Visão geral no mundo

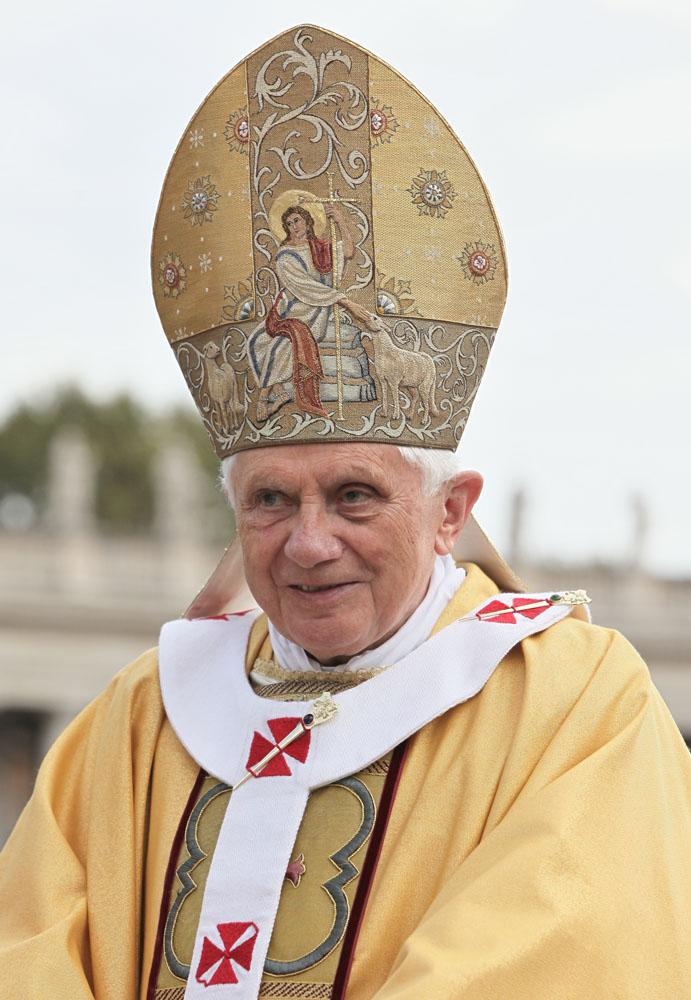
Bento XVI, primeiro papa a abdicar desde o século XIII.

A década de 2010 teve início enfrentando as consequências após o fim crise econômica mundial, iniciada nos últimos anos da década anterior. A crise afetou especialmente os países da União Europeia, em especial os do sul da Europa, que tiveram aumento no desemprego e notas rebaixadas da dívida por agências como a Fitch e a Standard & Poor's. Mesmo os Estados Unidos, pela primeira vez, perderam a nota máxima (AAA). Porém, surpreendentemente, países da América latina como Peru e Uruguai não foram tão afetados por essa crise quanto economias latino-americanas mais crescentes como México e Argentina.
Os Estados Unidos mantiveram o seu status global de superpotência, embora levemente ameaçados pela contínua expansão chinesa, que lança vastas iniciativas econômicas e grandes reformas militares e tenta aumentar sua influência na África e no Mar do Sul da China, dessa maneira solidificando seu status de superpotência emergente. A disputa entre os Estados Unidos e a China se baseou na década em uma política de contenção por parte dos Estados Unidos e na disputa comercial iniciada em 2018 que foi fortemente impulsionada pelo Presidente Donald Trump.
A década também ficou marcada pela crise migratória na Europa, agravada em 2015. Centenas de milhares de migrantes irregulares vindos da África, Oriente Médio e Ásia Meridional buscam refúgio nos estados membros da União Europeia. Muitos seguiram a rota do Mediterrâneo, ocorrendo vários naufrágios e muitos perdem a vida. Ocorreu também uma nova aproximação entre a França e a Alemanha principalmente após a vitória de Emmanuel Macron nas eleições francesas. Uma das grandes polêmicas na Europa foi o anúncio da saída do Reino Unido da União Europeia, mais conhecido como brexit, marcado para 31 de outubro de 2019.
A partir de 2016, grande parte do mundo ocidental começou a experimentar uma reação política contra a globalização, especialmente a política de imigração e os acordos de livre comércio. Essa tendência ficou mais evidente após a votação do Brexit no Reino Unido e a eleição de Donald Trump como Presidente dos Estados Unidos. O aumento da desigualdade econômica nos países desenvolvidos também foi um importante tema de discussão ao longo da década. Em outros lugares, o sentimento populista aumentou nos países asiáticos no final de 2010, particularmente no sudeste da Ásia e na Índia.
No Norte da África, irrompeu a Primavera Árabe, em que regimes ditatoriais iniciados ainda no século XX foram depostos através de forças populares, por meio dos rebeldes, tendo início na Tunísia e estendendo-se depois para o Egito e principalmente para a Líbia,  culminando com a execução do ditador Muammar al-Gaddafi. Por outro lado, emergiu o grupo terrorista Estado Islâmico do Iraque e do Levante, concentrado na região do Levante . Tal grupo vale-se de execuções brutais de reféns como método de intimidação, estendendo sua atividade para todo o norte da África e até mesmo para a Europa, sendo particularmente notáveis os ataques de novembro de 2015 em Paris, que deixaram 129 mortos e mais de 300 feridos, sendo este o maior ataque ocorrido em solo europeu desde a Segunda Guerra Mundial. Como resposta, a França iniciou uma ofensiva militar aliando-se à Rússia em bombardeios às áreas controladas pelo Estado Islâmico na região do Levante.
Ocorreu também o escândalo do Vatileaks, em que documentos secretos do Vaticano foram roubados, denunciando casos de corrupção no Banco do Vaticano e disputas internas dentro da Cúria. Em 2013, o papa Bento XVI abdicou do pontificado, fato que não ocorria desde o século XIII, o motivo alegado foi a falta de condições de saúde para continuar a exercer o pontificado. Em suas últimas audiências, Bento XVI denunciou a hipocrisia religiosa, e disse renunciar "para o bem da Igreja", ele foi sucedido pelo Papa Francisco, primeiro papa oriundo da América Latina.
Outro marco importante da década foi a popularização dos dispositivos móveis. As vendas de computadores convencionais caíram pela primeira vez, dando lugar ao crescimento de smartphones e tablets, conceito desconhecido do grande público até o lançamento do primeiro iPad pela Apple, em 2010. A Apple se tornou, no início da década, a empresa com maior de valor de mercado no mundo. Posteriormente o conceito do tablet seria adotado por outras fabricantes como a Motorola, a Sony, a Microsoft — em uma de suas até então raras incursões no mercado de hardware — e sobretudo a Samsung, com quem a Apple travou uma batalha judicial por causa de patentes durante 7 anos.

## No Brasil

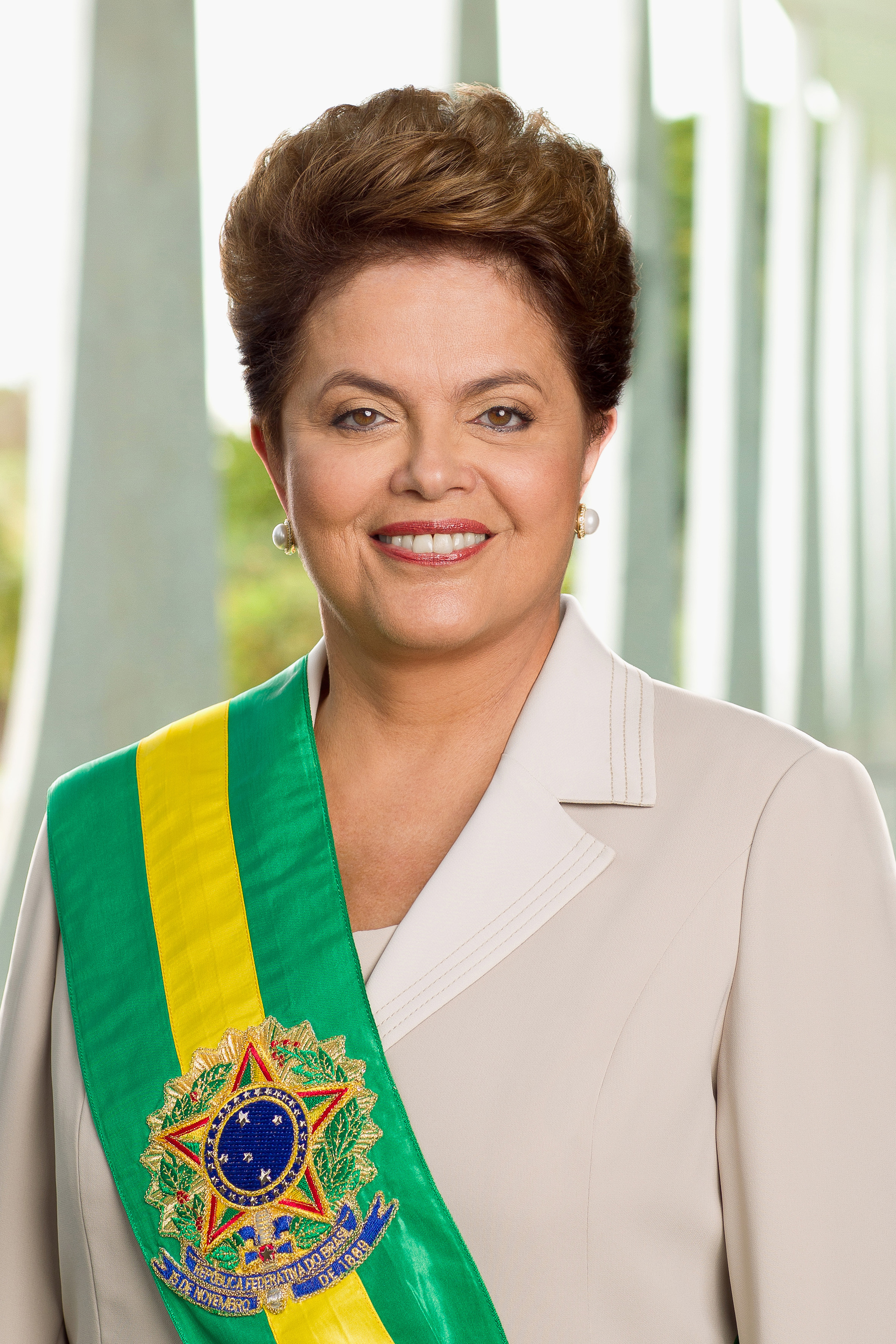
Dilma Rousseff, a primeira mulher a ocupar o cargo de presidente do Brasil.

No mundo dos esportes, o Brasil recebeu quatro grandes eventos desportivos do mesmo ao longo da década, entre eles, a Copa das Confederações 2013, onde a seleção de futebol foi campeã, a Copa do Mundo de 2014 na qual viria a ocorrer o fatídico 7 a 1 para a seleção alemã na semifinal e em seguida em 2016, o evento desportivo mais importante do mundo, os Jogos Olímpicos Rio 2016, no qual o país teve a melhor participação da história, além de receber os Jogos Paralimpicos Rio 2016. No final da década, o país ainda recebeu a Copa América de 2019, na qual foi campeão. O Brasil sediaria o campeonato em 2015, mas em virtude dos grandes eventos, a Copa do Mundo e os Jogos Olímpicos, o país optou por trocar com o Chile.
Vale destacar também que nestes 10 anos, o Brasil recebeu diversos eventos importantes do mundo, sendo políticos ou religiosos. Estes são: a Rio+20 em 2012, a Jornada Mundial da Juventude de 2013 quando o Papa Francisco fez sua primeira visita ao país e a primeira visita fora da Itália como sumo pontifície, e a 2.ª, 6.ª e 11.ª Cúpula do BRICS em 2010, 2014 e 2019, respectivamente.
Também nesta década ocorreram o massacre de Realengo, que deixou 13 mortos e 22 feridos, o massacre de Suzano, que deixou 10 mortos e 11 feridos, e o incêndio na boate Kiss, em Santa Maria, que deixou mais de 240 mortos e outras centenas de feridos, além de um dos maiores desastres ambientais da história do Brasil e do mundo, ocorrido com a ruptura da barragem de Mariana, em Minas Gerais, controlada pela Samarco. Todo o ecossistema da bacia do Rio Doce foi completamente destruído após sofrer um despejo de 50 milhões de metros cúbicos de lama tóxica, que chegou até mesmo a atingir o litoral do Espírito Santo. Em 2019, houve o rompimento de uma barragem de rejeitos de minério de ferro, na Mina de Córrego do Feijão, administrada pela Vale S.A., na cidade de Brumadinho, em Minas Gerais, que deixou mais de 250 mortos e destruiu grande parte da fauna do Rio Paraopeba.

### Primeiro mandato do governo Dilma
O maior marco no início da década foi a eleição de Dilma Rousseff como a primeira mulher a ser eleita Presidente da República. Eleita pelo PT, demitiu vários ministros e funcionários de alto escalão em seu primeiro ano de mandato devido a acusações de corrupção. Teve, no início, um mandato caracterizado por uma política, em parte, voltada pela continuidade dos programas sociais de seus dois antecessores imediatos, Luiz Inácio Lula da Silva e Fernando Henrique Cardoso e, em outra, por parcerias com a iniciativa privada na gestão de aeroportos e reduções pontuais de impostos em setores estratégicos da economia, como a eletricidade. Entretanto, o crescimento do PIB brasileiro não se destacou, em comparação a outros países emergentes. Em seu governo foi implantada a chamada nova matriz econômica, que visava beneficiar o setor industrial do país.
Em 2013, em meio a uma acelerada da inflação, o aumento da tarifa dos transportes públicos em São Paulo serviu de estopim para uma irrupção de protestos em todas as grandes cidades do Brasil, muitos deles violentos, chegando mesmo a incendiar a área frontal do Palácio Itamaraty, em Brasília, com várias demandas e condenações a toda a classe política brasileira. A presidente Dilma Rousseff respondeu a isto com a proposta de um plebiscito para uma reforma política, que não ocorreu.

### Segundo mandato do governo Dilma eimpeachment
Mesmo com a popularidade bem mais baixa, Dilma Rousseff foi reeleita em uma eleição acirrada para um segundo mandato em 2014. Em seu segundo mandato, o Brasil vivenciou a pior recessão desde o início do Plano Real na crise econômica de 2014. Acusações de crimes de responsabilidade por meio de pedaladas fiscais resultaram no impeachment de Dilma Rousseff, assumindo o vice-presidente Michel Temer em 2016. Eclodiu também a Operação Lava Jato, apurando um rombo histórico na Petrobras, que perdeu grande parte de seu valor de mercado. Nesta operação, vários próceres de grandes empresas e muitos políticos foram presos, inclusive o ex-presidente Luiz Inácio Lula da Silva, condenado a 12 anos e um mês de prisão por corrupção e lavagem de dinheiro.

### Onda conservadora

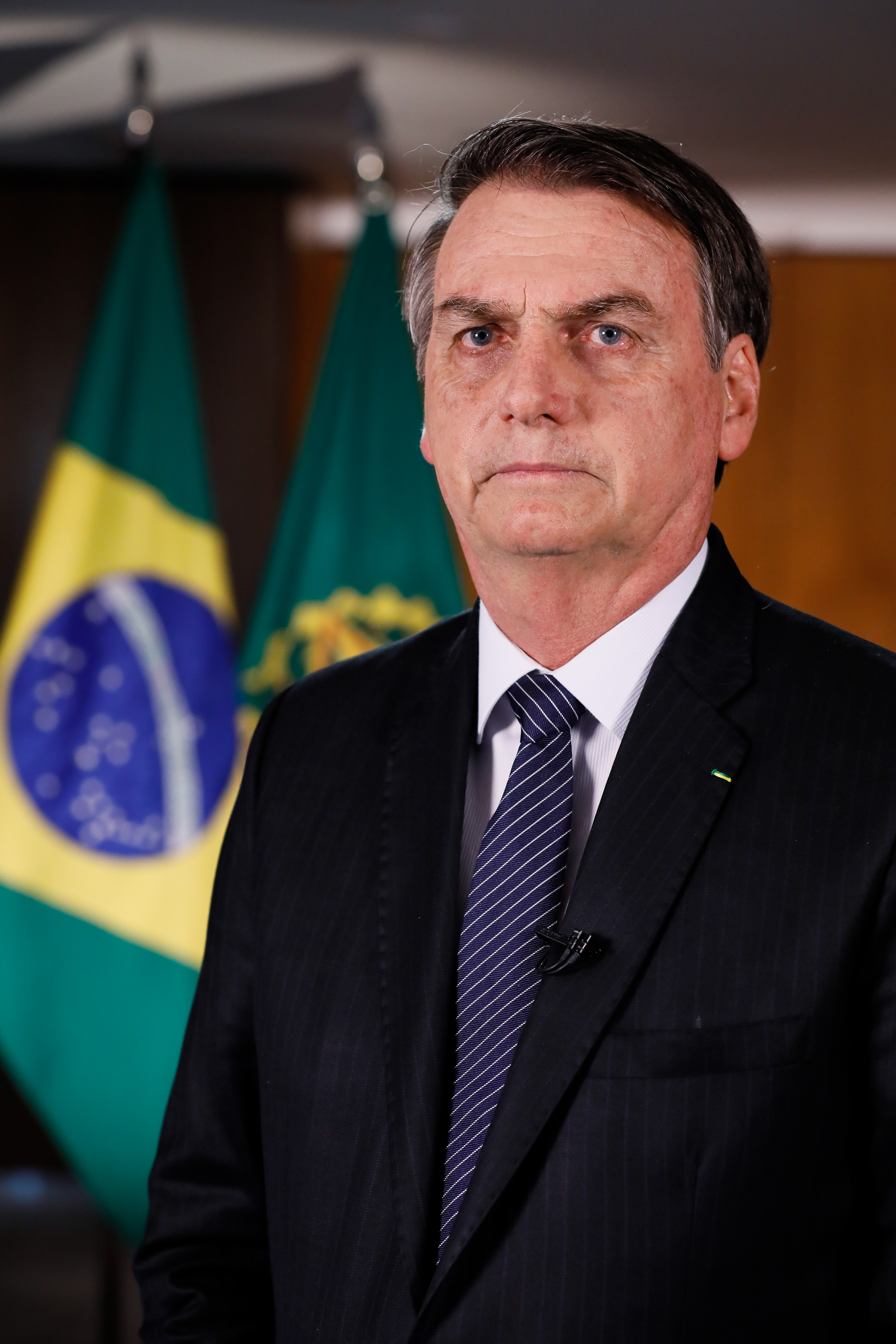
Jair Bolsonaro foi o primeiro presidente do Brasil eleito por um partido de direita após longo período de governos de centro-esquerda.

Em 2018, após mais de uma década de governos considerados de esquerda no espectro político, houve uma grande mudança política no país quando o deputado federal Jair Bolsonaro, conhecido por suas polêmicas opiniões nacionalistas de extrema-direita, foi eleito Presidente da República. Ele foi eleito principalmente após o descobrimento de diversos escândalos de corrupção que ocorreram durante governos anteriores, como a crise econômica do Brasil de 2014 que se desencadeou no Governo Dilma e a insatisfação do povo enquanto a governos da esquerda.

## Política e guerras

### Guerras
As principais guerras da década sejam elas internacionais ou internas em cada país são:

#### Conflitos internacionais
| Nome                                                        | Data de início                                                                               | Data final   | Descrição |
| ----------------------------------------------------------- | -------------------------------------------------------------------------------------------- | ------------ | --- |
| Conflito entre Israel e Palestina                           | 14 de maio de 1948                                                                           | em progresso | As origens do conflito remontam ao final do século XIX quando judeus colonos começaram a migrar a Palestina e se juntar a judeus remanescentes das invasões históricas. Porém, é desde 1948 que o conflito armado entre as comunidades judaica e árabe em Israel e na Cisjordânia começa. Depois de Israel ocupar a Cisjordânia, a nação israelense começou a fazer assentamentos lá , o que tem sido um obstáculo para o processo de paz. As tensões também continuaram altas, já que o Hamas, que controla a Faixa de Gaza, continua lançando foguetes transfronteiriços até o território de Israel. |
| Guerra ao Terror - Guerra do Afeganistão - Guerra do Iraque | 11 de setembro de 2001 - 7 de outubro de 2001 - 20 de março de 2003 - 20 de dezembro de 2011 | em progresso | Motivado pelos ataques de 11 de setembro de 2001, o então presidente americano, George W. Bush, declarou a "Guerra ao Terror" como parte de sua estratégia global para combater o terrorismo conhecida como Doutrina Bush, desde então os Estados Unidos e governos aliados iniciaram um esforço de larga escala para combater o terrorismo globalmente. Com o apoio da OTAN, os EUA invadiram o Afeganistão e derrubaram o governo talibã que o controlava. Dois anos depois, sob o pretexto de que o governo de Saddam Hussein tinha armas de destruição em massa (sem autorização prévia da ONU), os Estados Unidos invadiram o Iraque e derrubaram o governo de Hussein, após a invasão os Estados Unidos ocuparam o território do país. Contudo, a insurgência talibã continua provocando um aumento da violência na região. Em 2011, com o aval do então presidente Barack Obama, um grupo de militares americanos da SEAL Team Six realizaram uma operação em Abbottabad, no Paquistão. E como consequência, o terrorista Osama Bin Laden foi morto após receber vários tiros, e com isso, a operação foi concluída com sucesso. No mesmo ano, Obama ordenou a retirada de tropas americanas do Iraque, encerrando a guerra no local após 8 anos. |
| Intervenção militar da Rússia na Ucrânia                    | 20 de fevereiro de 2014                                                                      | em progresso | Após a queda do presidente ucraniano, Viktor Yanukovich, os soldados russos assumiram o controle de posições estratégicas no território ucraniano da Crimeia e posteriormente anexaram a região em um controverso referendo no ano de 2014. Nos meses que se seguiram, os protestos em Donestsk transformaram-se em um confliro armado entre o governo da Ucrânia e as forças separatistas apoiadas pela Rússia. |
| Guerra contra o Estado Islâmico                             | 13 de junho de 2014                                                                          | em progresso | No final de 2013, uma organização terrorista chamada Estado Islâmico do Iraque e do Levante começou a fazer avanços militares rápidos e ganhos territoriais no Iraque e na Síria. A organização capturou Mossul na Batalha de Mossul em 2014 e fizeram a cidade de Raqqua sua capital. Várias coalizações internacionais foram formadas para ajudar a combater os militantes do Oriente Médio. Em dezembro de 2017, o Estado Islâmico já havia perdido grande parte do seu território e as tropas russas foram retiradas da Síria. Após a organização terrorista perder o controle das cidades de Mossul e de Raqqua, ela se mostrou enfraquecida e praticamente derrotada, sendo assim o presidente americano, Donald Trump, declarou a derrota do Estado Islâmico na Síria e anunciou a retirada de tropas americanas do país em dezembro de 2018. |

#### Conflitos internos
| Nome               | Data de início        | Data final   | Descrição |
| ------------------ | --------------------- | ------------ | --- |
| Guerra Civil Síria | 26 de janeiro de 2011 | em progresso | A Guerra Civil Síria é um conflito interno em andamento na Síria, que começou como uma série de grandes protestos populares, parte da Primavera Árabe, em 26 de janeiro de 2011 e progrediu para uma violenta revolta armada em 15 de março de 2011. Enquanto a oposição (os chamados "Rebeldes") alega estar lutando para destituir o presidente Bashar al-Assad do poder para posteriormente instalar uma nova liderança mais democrática no país, o governo sírio diz estar apenas combatendo "terroristas armados que visam desestabilizar o país". Com o passar do tempo, a guerra passou a abranger aspectos de natureza sectária e religiosa, com a expansão do Estado Islâmico sobre o território, e forças curdas, combatendo tanto o governo quanto umas às outras. Assim, o conflito acabou espalhando-se para a região, atingindo também países como Iraque, Líbano e a Turquia, ocasionado uma emigração em massa. |

### História política

#### Democracia e autoritarismo
Muitas nações se democratizaram parcialmente ou totalmente ao longo da década, entre elas a Etiópia, evidenciado pela liberação de presos políticos, a Malásia, evidenciado pela primeira vez em que a Organização Nacional dos Malaios Unidos perde uma eleição, a Angola, evidenciado pela concessão de maior independência aos tribunais, e o Equador, evidenciado por medidas anticorrupção e a imposição de limites ao mandato presidencial.
Entre os ditadores que deixaram o poder estão Muammar al-Gaddafi da Líbia (após 42 anos no poder), Robert Mugabe, do Zimbábue (após 37 anos), Ali Abdullah Saleh, do Iêmen (após 33 anos), Omar al-Bashir do Sudão (após 30 anos), Hosni Mubarak do Egito (após 29 anos) e Ben Ali da Tunísia (após 23 anos).
Entretanto, retrocessos democráticos ocorreram em diversos países, como a Venezuela, evidenciado pela reeleição controversa de Nicolás Maduro e a crise presidencial, Nicarágua, evidenciado pela repressão de protestos pacíficos contra o governo, e Hungria, evidenciado pela criação de uma nova constituição e de sistema judicial paralelo.

#### Mortes
Alguns líderes políticos morreram ainda no cargo durante essa década, como Lech Kaczyński, Muammar al-Gaddafi, Kim Jong-il, Hugo Chávez, Islan Karimov, Abdullah da Arábia Saudita e Béji Caid Essebsi, outros morreram anos após deixarem a vida política, como  Fidel Castro, Itamar Franco, Nelson Mandela, Margaret Thatcher, Robert Mugabe, Giulio Andreotti, Jacques Chirac, Helmut Schmidt, Helmut Kohl, Mohamed Morsi, Lee Kuan Yew, Ariel Sharon, Shimon Peres, Akbar Hashemi Rafsanjani, Zine El Abidine Ben Ali, Václav Havel, Jusuf Habibie, Yasuhiro Nakasone, Alan García, Jorge Rafael Videla, Néstor Kirchner, Fernando de la Rúa, Patricio Aylwin e George H. W. Bush.

## Cronologia de eventos
- 2010
  - O presidente da Polônia, Lech Kaczyński morre em acidente aéreo.[92]
  - Copa do Mundo FIFA é sediada na África do Sul e tem como vencedor a Espanha.[93]
  - Lei que regulamenta o casamento entre pessoas do mesmo sexo é promulgada em Portugal.[94]
  - Dilma Rousseff é eleita a primeira mulher presidente do Brasil.[95]
- 2011
  - O presidente do Brasil, Luiz Inácio Lula da Silva, deixa o cargo após 8 anos de governo, e Dilma Rousseff toma posse como Presidente da República.[96]
  - O governo dos Estados Unidos conduz a Operação Lança Neptuno, formada pela SEAL Team Six, que matou Osama bin Laden, líder da Al Qaeda.[97]
  - Onda de protestos conhecidos como Primavera Árabe dão início à Revolução de Jasmim na Tunísia.[98]
  - A Guerra do Iraque chega ao fim, após 8 anos de existência.[99][100]
  - O ditador da Líbia, Muammar al-Gaddafi, é capturado e morto.[101]
  - Aníbal Cavaco Silva é reeleito presidente de Portugal, nas Eleições presidenciais portuguesas.[102]
  - São realizadas as Eleições legislativas portuguesas, em que o Partido Social Democrata é o vencedor, sendo assim Pedro Passos Coelho se torna o primeiro-ministro de Portugal.[103]
- 2012
  - Acontece em Londres os Jogos da XXX Olimpíada.
  - O presidente dos Estados Unidos, Barack Obama, é reeleito para um segundo mandato.[104]
  - Vladimir Putin vence eleições presidenciais na Rússia com 64% dos votos e é eleito presidente pela terceira vez na história.[105]
  - Julgamento do Escândalo do Mensalão no Brasil.[106]
- 2013
  - O Papa Bento XVI encerra seu pontificado com a primeira renúncia papal em seiscentos anos. O Conclave elege o cardeal argentino Jorge Mario Bergoglio, que adota o nome de Francisco.
  - O presidente da Venezuela, Hugo Chávez, morre aos 58 anos e seu vice, Nicolás Maduro, assume a presidência do país.[107]
  - O presidente da China, Hu Jintao, deixa o cargo após 10 anos de governo e seu vice, Xi Jinping, assume a liderança política do país.[108]
  - O Conselho Nacional de Justiça do Brasil aprova uma resolução que obriga todos os cartórios do país a celebrar o casamento civil entre pessoas do mesmo sexo.[109]
  - O Bispo de Durham, o Rev.Justin Welby é nomeado Arcebispo da Cantuária o cargo de líder da Igreja da Inglaterra.[110]
- 2014
  - Rússia anexa Crimeia por consequência da Revolução Ucraniana de 2014.[111]
  - Surto do vírus ebola é classificado como uma emergência internacional pela OMS.[112]
  - Copa do Mundo FIFA é sediada no Brasil e tem como vencedor a Alemanha.[113]
  - O candidato a presidente do Brasil, Eduardo Campos, morre em acidente de avião em Santos.[114]
  - A presidente do Brasil, Dilma Rousseff é reeleita para cumprir seu segundo mandato.[115]
- 2015
  - O presidente da Itália, Giorgio Napolitano, renuncia ao cargo e Sergio Mattarella o assume.[116][117]
  - A coalizão Portugal à Frente ganha as eleições legislativas portuguesas de 2015.[118]
  - 195 países fazem acordo para redução de emissões de dióxido de carbono.[119]
- 2016
  - Acontecem no Rio de Janeiro os Jogos da XXXI Olimpíada.
  - Reino Unido decide em referendo pela saída da União Europeia, após a votação o primeiro-ministro britânico, David Cameron renuncia o cargo.[120][121]
  - Em 31 de agosto, a presidente do Brasil, Dilma Rousseff deixa o cargo devido a aprovação do processo de impeachment, após 5 anos de governo.[122]
  - Donald Trump é eleito o 45.° presidente dos Estados Unidos.[12]
  - Marcelo Rebelo de Sousa é eleito presidente de Portugal.[123]
- 2017
  - Em 20 de janeiro o presidente dos Estados Unidos, Donald Trump tomou posse e Barack Obama deixa o cargo.[124]
  - O presidente do Zimbabwe, Robert Mugabe renuncia o cargo após 37 anos de seu governo.[125]
- 2018
  - O presidente venezuelano, Nicolás Maduro é reeleito para o seu segundo mandato.[87]
  - Copa do Mundo FIFA é sediada na Rússia e tem como vencedor a França.[126]
  - No dia 7 de abril o ex-presidente do Brasil Luiz Inácio Lula da Silva foi preso por ordem do juiz federal Sergio Moro.[55]
  - Em 28 de outubro Jair Bolsonaro foi eleito o 38.º presidente do Brasil.[127]
- 2019
  - O presidente do Brasil, Michel Temer, deixa o cargo após 2 anos de governo e Jair Bolsonaro toma posse como Presidente da República.[128][129]
  - Crise Presidencial da Venezuela.[88][130]
  - Incêndio atinge a catedral mais visitada do mundo, a Catedral de Notre-Dame em Paris.[131][132]
  - O presidente da Bolívia, Evo Morales renuncia o cargo após 13 anos de seu governo.[133]
  - Em 12 de novembro Jeanine Áñez assume a presidência da Bolívia em sessão sem quórum na Assembleia Legislativa da Bolívia.[134]
  - Em 18 de dezembro a Câmara dos Representantes dos Estados Unidos aprova impeachment do presidente Donald Trump, acusando-o de abuso de poder e obstrução do Congresso.[135]

## Marcos

### Conflitos, política e religião
2010
- O presidente da Polônia, Lech Kaczyński morre em acidente aéreo.[92]
- Dilma Rousseff é eleita a primeira mulher presidente do Brasil.[95]

2011

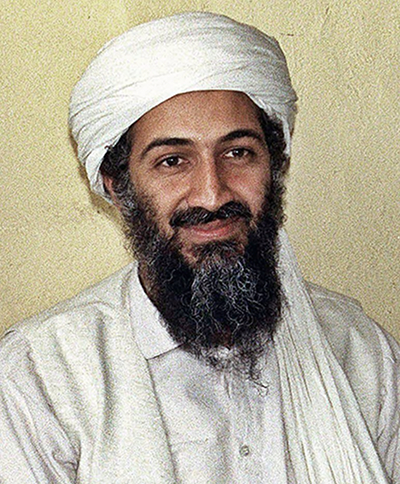
Osama Bin Laden é capturado e morto em 2 de maio de 2011.

- Onda de protestos atinge o mundo árabe.[98]
- Hosni Mubarak renuncia ao cargo frente a protestos mais conhecidos como Revolução Egípcia de 2011.[136]
- Dá início o movimento Occupy Wall Street.
- Independência do Sudão do Sul.
- Osama bin Laden é capturado e morto pelos Estados Unidos.[137]
- Muammar al-Gaddafi é morto.[101]
- Kim Jong-un se torna ditador da Coreia do Norte sucedendo seu pai, Kim Jong Il.[138]
- Protestos contra Bashar al-Assad escalam em Guerra Civil Síria.[139]

2012
- Junta militar toma o poder em golpe de estado na Guiné-Bissau.[140]
- O presidente do Paraguai Fernando Lugo sofre processo de impeachment, Federico Franco assume.[141]
- Barack Obama é reeleito presidente dos Estados Unidos.[104]

2013

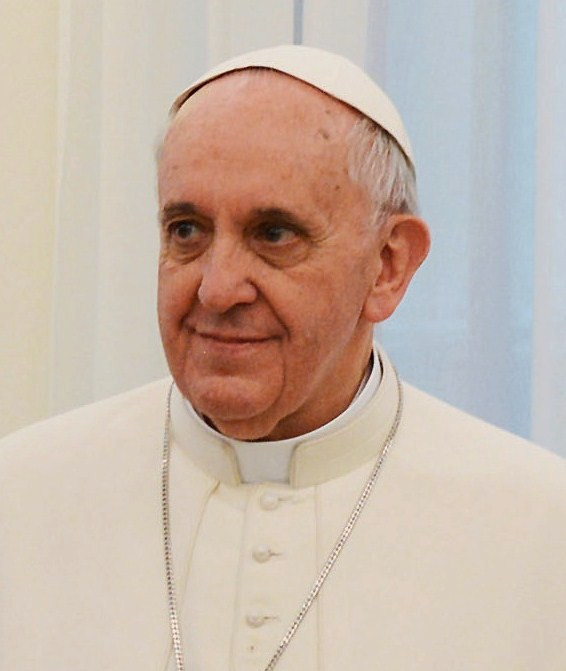
O Papa Francisco é o primeiro pontífice latino-americano da história.

- Abdicação do papa Bento XVI. Para ocupar o seu lugar, é eleito o Papa Francisco.[143]
- Abdicação da rainha Beatriz nos Países Baixos, que é sucedida por Guilherme Alexandre.
- Abdicação do rei Alberto II da Bélgica, que é sucedido pelo seu filho Filipe.
- Presidente Mohamed Mursi é removido em Golpe de Estado no Egito em 2013.
- Morre Hugo Chávez, presidente da Venezuela.[107]
- Morre Margaret Thatcher, primeira-ministra da Inglaterra de 1979 a 1990.[144]
- Nasce George de Cambridge, príncipe herdeiro do Reino Unido.[145]
- Morre Nelson Mandela, figura importante pela luta contra o Apartheid e ex-presidente da África do Sul.[146]

2014
- Presidente ucraniano Viktor Yanukovytch é derrubado em Revolução Ucraniana de 2014.[147][148]
- A Rússia anexa a Crimeia, contrariando a Ucrânia, EUA e a União Europeia.[111]
- Ascensão do Estado Islâmico do Iraque e do Levante.[18]
- O rei Juan Carlos da Espanha abdica e é sucedido pelo seu filho Filipe VI.[149]
- Dilma Rousseff é reeleita presidente do Brasil.[150]
- EUA e Cuba retomam relações diplomáticas após cinco décadas.[151]
- Deflagrada a Operação Lava Jato, a maior operação policial da história brasileira, destinada à apuração de esquemas de lavagem de dinheiro na Petrobras.[152]

2015

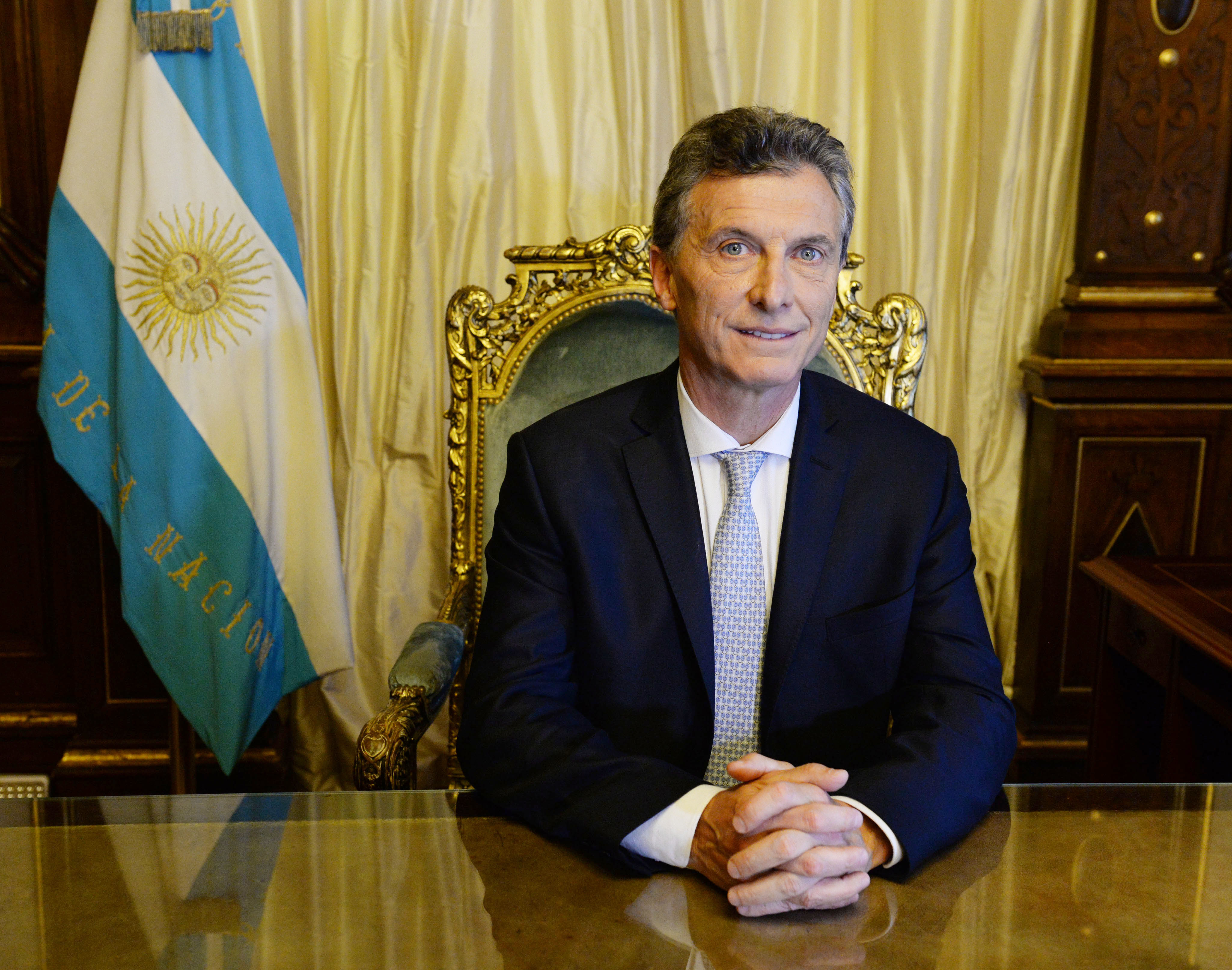
Ao vencer a eleição presidencial de 2015, Mauricio Macri se tornou o primeiro presidente argentino não-justicialista desde 2001.

- Ocorre a Crise migratória na Europa onde milhares de refugiados, oriundos majoritariamente da África e Oriente Médio, e da Ásia (em menor proporção), que buscam chegar na Europa Ocidental.[11]
- 195 países assinam o Acordo de Paris, que tem como objetivo a redução de emissões de dióxido de carbono.[119]
- Mauricio Macri vence a eleição presidencial na Argentina e põe fim aos doze anos de kirchnerismo.[153]

2016
- Primeiro encontro da história entre o Papa e o Patriarca de Moscou (Francisco e Cirilo I).[154]
- Reino Unido decide em referendo pela saída da União Europeia em processo apelidado Brexit.[120]
- A então presidente do Brasil, Dilma Rousseff sofre processo de impeachment, e seu vice, Michel Temer, assume o cargo de Presidente do país.[122]
- Ocorre uma Tentativa de golpe de Estado na Turquia contra Recep Tayyip Erdoğan.[155]
- O Rei da Tailândia, Bhumibol Adulyadej, morre após um reinado de 70 anos.[156]
- O ex-presidente cubano Fidel Castro morre aos 90 anos.[157]
- Donald Trump é eleito presidente dos Estados Unidos.[12]

2017

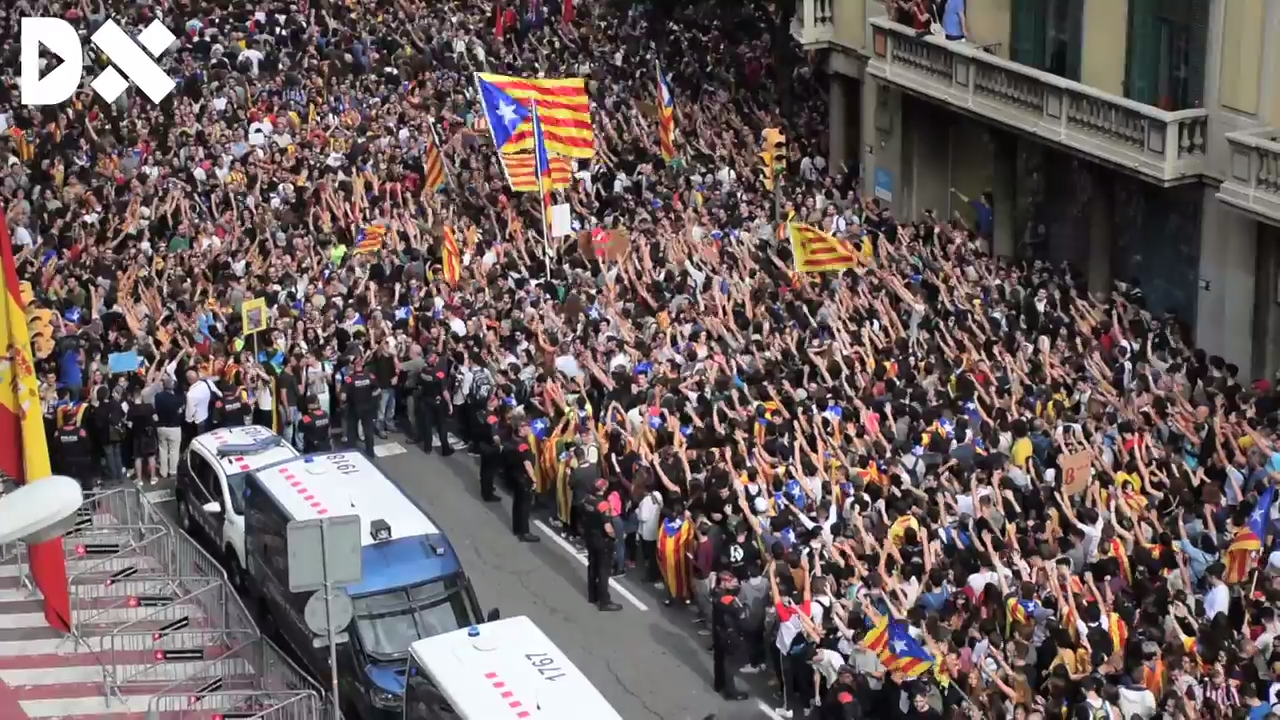
Greve geral na Catalunha após a opressão policial contra o referendo de independência.

- O juiz federal Sergio Moro condena o ex-presidente brasileiro Luiz Inácio Lula da Silva a nove anos e meio de prisão por corrupção e lavagem de dinheiro.[158]
- Ocorre Atentado de Manchester no show da cantora Ariana Grande.[159]
- A Catalunha declara unilateralmente a sua independência, não reconhecida por qualquer outro país.[159]
- Venezuela é suspensa do Mercosul e retira-se da Organização dos Estados Americanos.
- Chega ao fim o governo de Robert Mugabe no Zimbabwe.[160]

2018
- O ex-presidente brasileiro Luiz Inácio Lula da Silva tem sua condenação confirmada em segunda instância e é preso.[55]
- Nicolás Maduro é reeleito presidente da Venezuela em meio a denúncias de fraude.[87]
- Jair Bolsonaro é eleito presidente do Brasil.[127]
- Morre aos 94 anos George H. W. Bush, último Presidente dos Estados Unidos na Guerra Fria.[161][162]
- Suazilândia altera seu nome para Essuatíni, que significa "terra dos suázi" na língua suázi, durante eventos de comemorações dos 50 anos de independência.[163]

2019
- Crise presidencial na Venezuela.[130]
- Transição imperial com a abdicação de Akihito e entronamento de Naruhito no Japão.
- Alberto Fernández vence a eleição presidencial na Argentina, derrotando o presidente Mauricio Macri.
- Após o Supremo Tribunal Federal considerar prisão em segunda instância inconstitucional, o ex-presidente brasileiro Luiz Inácio Lula da Silva é solto.[164][165]
- Evo Morales renuncia à presidência da Bolívia, Jeanine Áñez assume interinamente.
- Theresa May renuncia ao cargo de Primeira-ministra do Reino Unido, Boris Johnson assume após alcançar a liderança do Partido Conservador.
- O então presidente dos Estados Unidos, Donald Trump sofre processo de impeachment, acusado de abuso de poder e obstrução do Congresso.[135] A Câmara dos representantes aprova em dezembro o processo.[166]

### Desastres naturais
2010
- Uma tempestade em Angra dos Reis causa deslizamentos de terra e desabamentos de casas na cidade, provocando 49 mortes.
- Sismo de 7,3 graus na escala de Richter provoca grande destruição no Haiti, país mais pobre do Hemisfério Norte causando a morte de mais de 200 mil pessoas.
- Sismo de 8,8 graus na escala de Richter no Chile causa pelo menos 525 vítimas mortais e 23 desaparecidos.
- Erupções do vulcão Eyjafjallajökull, na Islândia, causam caos na aviação na Europa.[167]

2011
- Deslizamentos de terras devido à grande quantidade de chuvas região serrana do Estado do Rio de Janeiro, matando 916 pessoas.
- Sismo de 6,6 na escala de Richter na província de Canterbury da Nova Zelândia provoca 185 mortos.
- Sismo de 9 graus na escala de Richter abala o Japão, deixando mais de 13 mil mortos e 16 mil desaparecidos. O tsunami atingiu o Havaí, a costa oeste americana e a Polinésia. Foi considerado o quarto maior sismo da história. A onda provocada pelo sismo danificou a Usina Nuclear de Fukushima, tornando-se o maior desastre nuclear desde o Chernobil e o segundo a chegar ao nível 7 na Escala Internacional de Acidentes Nucleares,[168]

2014
- O estado de São Paulo passa pela maior estiagem de sua história, com vários reservatórios, especialmente no Sistema Cantareira, atingindo níveis críticos de desabastecimento, a estiagem continuou até o final de 2015 e início de 2016.

2015
- Sismo de 7,8 na escala de Richter, seguido de várias réplicas, atinge o Nepal, Índia, Paquistão e Bangladesh, sendo o Nepal o mais afetado no mais violento sismo a atingir o país em 81 anos.[169] Mais de 4,6 milhões de pessoas foram afetadas pela tragédia,[170] deixando mais de 8 mil mortos e mais de 19 mil feridos.

2016
- Sismo de magnitude 6,2 na escala de Richter abala a região central de Itália na madrugada de 24 de agosto, provocando 299 mortes e mais de 380 feridos.[171]

### Desastres por causas humanas
2010

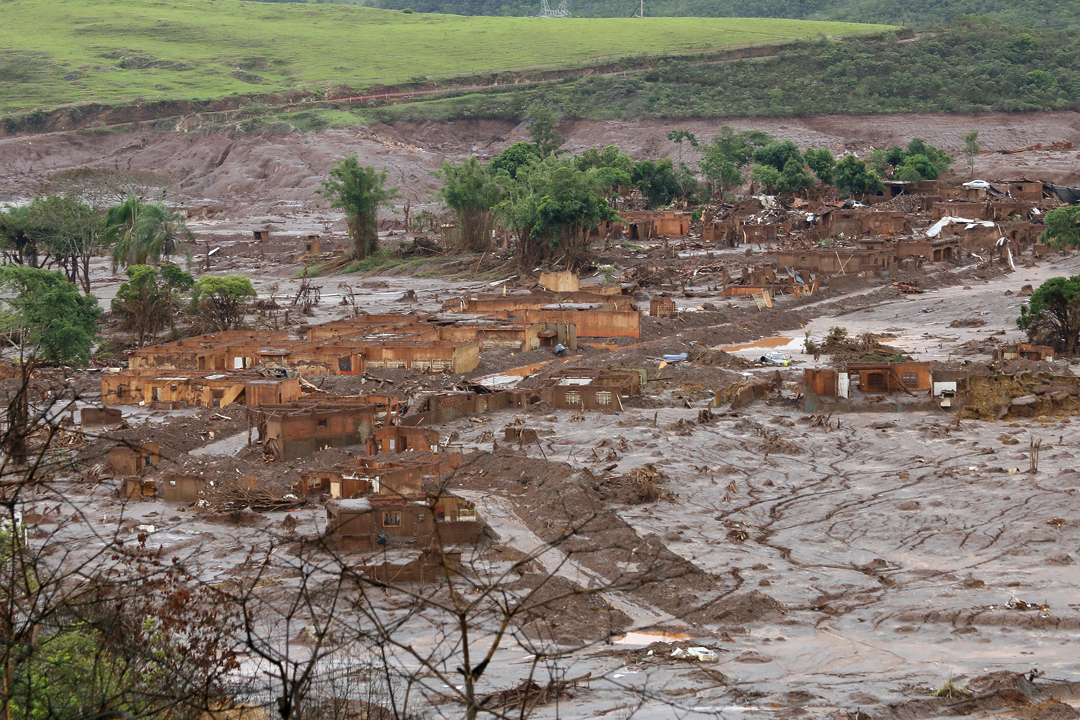
Bento Rodrigues após o rompimento da barragem em 2015.

- Explosão da plataforma Deepwater Horizon, no México.
- Desastre ambiental de Ajka na Hungria.
- Acidente na mina San José, no deserto de Atacama, Chile.

2013
- Incêndio na boate Kiss, em Santa Maria, Brasil, provoca 242 mortos.

2015
- Ruptura de barragem controlada pela Samarco em Minas Gerais, Brasil, destrói todo o ecossistema da bacia do rio Doce.

2016
- Desastre aéreo mata tripulação e jogadores da Associação Chapecoense de Futebol no voo para disputa da final da Copa Sul-Americana, em Medellín, Colômbia.

2018
- O prédio histórico do Museu Nacional do Rio de Janeiro é consumido em incêndio de grandes proporções.

2019
- Ruptura de barragem controlada pela Vale em Minas Gerais, Brasil, destruindo comunidades e deixando dezenas de mortos
- Incêndio atinge a Catedral de Norte Dame de Paris no dia 15 de abril.
- Derramamento de mais de 1 000 toneladas de petróleo cru em agosto de 2019 atinge praias das regiões nordeste e sudeste do Brasil.

### Saúde pública
A década ficou marcada pela diminuição da pandemia de gripe A no mundo. Ocorreu também na África Ocidental um surto de ébola entre 2013 e 2016 o que provocou 11 mil mortes. Nas Américas, especialmente no Brasil, ocorreu em 2013 um surto de chicungunha e posteriormente uma epidemia de Zica, que causou o nascimento de bebês com microcefalia. Ambas as epidemias foram causadas pelo mosquito Aedes aegypti.

### Economia
2010
- A Grécia entra em crise interna alarmando toda a Zona Euro.[177][178]
- A China se torna a segunda economia do mundo, ultrapassando o Japão.[179][180]
- A Petrobras torna-se a segunda maior petrolífera do mundo[181] e a quarta maior empresa do planeta, graças à capitalização de seus papéis na bolsa de valores. Em setembro de 2010, a estatal valia cerca de 225 bilhões * USD.[182]
- O Brasil anuncia a comercialização da segunda família de cédulas do real que substituíram as originais lançadas em 1994.[183]

2011
- Anunciada a união da Bolsa de Valores de Nova Iorque com a Bolsa de Valores de Frankfurt, tornando-se a maior do mundo.
- Estônia torna-se o 17.º estado a adotar o euro como moeda oficial.[184]

2012
- Venezuela adere ao Mercosul.

2013
- Croácia adere à União Europeia.

2014
- Letônia entra na Zona Euro.
- Brasil entra em forte recessão e começa a crise econômica e política.[185][186]

2015
- Lituânia adota o euro e torna-se o 19.º membro da Zona Euro.[187]
- Entra em vigor a União Econômica Eurasiática.[188]

### Líderes
- África
  - Jacob Zuma, presidente da África do Sul
  - Cyril Ramaphosa, presidente da África do Sul
  - Robert Mugabe, presidente do Zimbábue
  - Emmerson Mnangagwa, presidente do Zimbábue
  - Umaru Musa Yar'Adua, presidente da Nigéria
  - Goodluck Jonathan, presidente da Nigéria
  - Muhammadu Buhari, presidente da Nigéria
  - Muammar al-Gaddafi, presidente da Líbia
  - Hosni Mubarak, presidente do Egito
  - Mohamed Morsi, presidente do Egito
  - Abdel Fattah al-Sisi, presidente do Egito
  - Teodoro Obiang Nguema Mbasogo, presidente da Guiné Equatorial
- Ásia
  - Benjamin Netanyahu, primeiro ministro de Israel
  - Mahmoud Abbas, presidente da Autoridade Palestina
  - Mahathir bin Mohamad, primeiro-Ministro da Malásia
  - Abdullah, rei da Arábia Saudita
  - Salman, rei da Arábia Saudita
  - Bashar al-Assad, presidente da Síria
  - Jalal Talabani, presidente do Iraque
  - Fuad Masum, presidente do Iraque
  - Barham Salih, presidente do Iraque
  - Mahmoud Ahmadinejad, presidente do Irã
  - Hassan Rohani, presidente do Irã
  - Abdullah Gül, presidente da Turquia
  - Recep Tayyip Erdoğan, presidente da Turquia
  - Manmohan Singh, primeiro-ministro da Índia
  - Narendra Modi, primeiro-ministro da Índia
  - Hu Jintao, presidente da China
  - Xi Jinping, presidente da China
  - Lee Myung-bak, presidente da Coreia do Sul
  - Park Geun-hye, presidente da Coreia do Sul
  - Moon Jae-in, presidente da Coreia do Sul
  - Kim Jong-il, líder supremo da Coreia do Norte
  - Kim Jong-un, líder supremo da Coreia do Norte
  - Akihito, imperador do Japão
  - Naruhito, imperador do Japão
  - Shinzō Abe, primeiro ministro do Japão
- Europa
  - José Manuel Durão Barroso, presidente da Comissão Europeia
  - Jean-Claude Juncker, presidente da Comissão Europeia
  - Ursula von der Leyen, presidente da Comissão Europeia
  - Dmitri Medvedev, presidente da Rússia
  - Vladimir Putin, presidente da Rússia
  - Georgi Parvanov, presidente da Bulgária
  - Rosen Plevneliev, presidente da Bulgária
  - Rumen Radev, presidente da Bulgária
  - Angela Merkel, chanceler da Alemanha
  - Nicolas Sarkozy, presidente da França
  - François Hollande, presidente da França
  - Emmanuel Macron, presidente da França
  - Isabel II, rainha da Grã-Bretanha
  - Gordon Brown, primeiro-ministro da Grã-Bretanha
  - David Cameron, primeiro ministro da Grã-Bretanha
  - Theresa May, primeira ministra da Grã-Bretanha
  - Boris Johnson, primeiro-ministro da Grã-Bretanha
  - Brian Cowen, primeiro-ministro da Irlanda
  - Enda Kenny, primeiro-ministro da Irlanda
  - Leo Varadkar, primeiro-ministro da Irlanda
  - Giorgio Napolitano, presidente da Itália
  - Sergio Mattarella, presidente da Itália
  - Silvio Berlusconi, presidente do conselho de ministros da Itália
  - Mario Monti, presidente do conselho de ministros da Itália
  - Enrico Letta, presidente do conselho de ministros da Itália
  - Matteo Renzi, presidente do conselho de ministros da Itália
  - Paolo Gentiloni, presidente do conselho de ministros da Itália
  - Giuseppe Conte, presidente do conselho de ministros da Itália
  - Bento XVI, papa da Igreja Católica e  chefe de estado do Vaticano
  - Francisco, papa da Igreja Católica e  chefe de estado do Vaticano
  - Mark Rutte, primeiro-ministro dos Países Baixos
  - Lech Kaczyński, presidente da Polónia
  - Bronisław Komorowski, presidente da Polónia
  - Andrzej Duda, presidente da Polónia
  - Juan Carlos, rei da Espanha
  - Filipe VI, rei da Espanha
  - José Luis Rodríguez Zapatero, presidente do governo da Espanha
  - Mariano Rajoy, presidente do governo da Espanha
  - Pedro Sánchez, presidente do governo da Espanha
  - Aníbal Cavaco Silva, presidente de Portugal
  - Marcelo Rebelo de Sousa, presidente de Portugal
- América
  - Stephen Harper, primeiro ministro do Canadá
  - Justin Trudeau, primeiro ministro do Canadá
  - Barack Obama, presidente dos Estados Unidos
  - Donald Trump, presidente dos Estados Unidos
  - Felipe Calderón, presidente do México
  - Enrique Peña Nieto, presidente do México
  - Andrés Manuel López Obrador, presidente do México
  - Raúl Castro, presidente de Cuba
  - Miguel Díaz-Canel, presidente de Cuba
  - Evo Morales, presidente da Bolívia
  - Hugo Chávez, presidente da Venezuela
  - Nicolás Maduro, presidente da Venezuela
  - Luiz Inácio Lula da Silva, presidente do Brasil
  - Dilma Rousseff, presidente do Brasil
  - Michel Temer, presidente do Brasil
  - Jair Bolsonaro, presidente do Brasil
  - Cristina Kirchner, presidente da Argentina
  - Mauricio Macri, presidente da Argentina
  - Alberto Fernández, presidente da Argentina

## Cultura e Arte

### Música
- A grande popularidade musical que ganhou força no começo da década é o happy rock (também conhecido como rock colorido), que caracteriza-se com um som leve, músicas românticas e visual excessivamente colorido. O ritmo, de alcunha mais comercial, é controverso e bastante criticado por intelectuais e críticos em geral, mas fez grande sucesso entre o público adolescente.[189] Porém, esse estilo de música perdeu popularidade no Brasil após o crescimento do funk e do sertanejo.[190]
- Cantoras como Rihanna, Lady Gaga, Katy Perry, Adele e Taylor Swift, que iniciaram suas carreiras na década anterior, se consagram no cenário pop e consolidam seu sucesso a nível mundial.[191][192][193]
- Artistas como Justin Bieber, Ariana Grande, Bruno Mars, Lana Del Rey e os grupos One Direction e Maroon 5 se tornam fenômenos mundiais.[194][195][196][197]
- Bandas de gerações passadas continuam fazendo grande sucesso, como Jota Quest, Nx Zero e Pitty.
- Em Março de 2013, morre Chorão vocalista e líder da banda de rock Charlie Brown Jr., vítima de uma overdose de cocaína,[198] em setembro de 2013 Champignon baixista da banda Charlie Brown Jr. se suicida com um tiro.[199]
- Em 2014, é lançado o álbum Xscape de Michael Jackson tendo como maior hit, a canção Love Never Felt So Good, que conta com mais de 200 milhões de acessos no YouTube.
- Em 2014 a cantora Claudia Leitte se torna a primeira e única brasileira a cantar no palco da premiação Billboard Music Awards, onde canta com o rapper Pitbull e a cantora Jennifer Lopez a música oficial da Copa do Mundo daquele ano.
- Cantoras como Anitta, Ludmilla, IZA e Pabllo Vittar viram sucesso no Brasil, tendo a última se tornado a primeira drag queen a se destacar musicalmente no país.[200][201]
- O álbum 21, da cantora Adele, se torna o disco mais vendido do século XXI, com mais de 30 milhões de cópias vendidas mundialmente.
- Em 2011, Katy Perry torna-se a primeira artista feminina da história a ter cinco canções de um mesmo álbum em primeiro lugar na Billboard Hot 100, parada americana de músicas, com o álbum Teenage Dream, igualando o feito de Michael Jackson, com o álbum Bad (1987).[202]
- Alcançam popularidade as bandas Imagine Dragons, Bastille e The 1975.[203][204][205] O projeto Florence + The Machine, embora tendo alcançado o cenário mainstream em 2009, consolida seu sucesso em 2010.
- Em 2019, a canção "Shallow" da cantora norte-americana Lady Gaga consagra-se como a maior canção vencedora do Oscar de "Best Original Song" na Billboard Hot 100 de todos os tempos, permanecendo no Top 50 durante o tempo recorde de 45 semanas. A cantora também tornou-se, com "Shallow", a primeira mulher na história a obter num mesmo ano o Oscar, Grammy, BAFTA e Globo de Ouro.[206][207]
- A música pop e a dance music voltam a ser os ritmos musicais mais populares internacionalmente.[208]
- Os primeiros anos da década são dominados pela pop music, edm, indie, synthpop e o dubstep.
- As vendas digitais aumentaram no mundo da música, junto das plataformas de streaming, que ganham notoriedade e importância.[209]
- Michael Jackson se torna o maior vendedor de discos da história, ultrapassando Elvis Presley e os Beatles chegando a estimados 1 bilhão ou 1,5 bilhão de discos vendidos. O marco foi anunciado pelo Espólio do artista e pela Sony Music
- Gangnam Style e Despacito tornam-se os primeiros videoclipes da história a ultrapassar a marca de 2 e 3 bilhões de visualizações no YouTube respectivamente.[210]
- No ano de 2019, o rapper estadunidense Lil Nas X, em parceria com o cantor country Billy Ray Cyrus, quebra o recorde de canção com maior tempo no topo da parada musical americana, a Billboard Hot 100, com o viral "Old Town Road", que alcançou a marca de 19 semanas.[211]
- No Brasil, o arrocha e o funk ostentação ganham popularidade durante a metade da década, assim como o rap, reggaeton, trap, deep house e o tropical house no resto do mundo.[212]
- Na Coreia do Sul, a música pop torna-se cada vez mais frequente e o k-pop (korean pop em inglês) cada vez mais possui adeptos e fãs no mundo.[213] O k-pop tem sua ascensão mundial, levando grandes nomes desse estilo musical (como BTS, EXO e BLACKPINK, entre outros) às paradas da Billboard americana.
- A música sertaneja continua com seu sucesso estrondoso no Brasil, com destaque para Luan Santana, Gusttavo Lima e Michel Teló e também as duplas sertanejas Victor & Leo, Jorge & Mateus, Munhoz & Mariano e Zezé Di Camargo & Luciano.[214]
- A popularidade das músicas leves e simples aumenta nos últimos anos da década, embalada por artistas como Ed Sheeran, Shawn Mendes e, no Brasil, Tiago Iorc.[215]

### Cinema
- Avatar se torna o filme mais visto da história do cinema, superando Titanic. Até 25 de janeiro de 2010, o filme tinha faturado 562 milhões de dólares nos EUA e Canadá e 1,288 bilhões * mundialmente, alcançando a cifra de 2,62 bilhões de dólares, se tornando a maior bilheteria da história e o primeiro filme a superar a marca de 2 bilhões de dólares.[216][217]
- Harry Potter, que arrecadou mais de 7,7 bilhões de dólares durante dez anos, tem seu esperado desfecho, que por sua vez, se transformou em uma das maiores bilheterias do mundo, bateu inúmeros recordes e foi altamente elogiado por críticos.[218][219]
- Estreia um dos filmes brasileiros mais bem sucedidos da década, Tropa de Elite 2 chegou nos cinemas em outubro de 2010.[220]
- Os filmes de animação se tornaram predominantemente gerados por computador. Estilos mais antigos perderam protagonismo, embora animes continuem sendo populares.
- Filmes de super-heróis e de ficção científica, principalmente os do Universo Cinematográfico Marvel, que já haviam se popularizado na década anterior, tornam-se líderes de bilheteria e carros-chefes de estúdios de cinema.[221][222]
- Em dezembro de 2015 estreou o primeiro filme da nova trilogia de Star Wars — Star Wars: The Force Awakens, a mesma trilogia foi finalizada com o longa Star Wars: The Rise of Skywalker.[223][224]
- Vingadores: Ultimato supera Avatar e se torna o filme com a maior bilheteria da história, atingindo 2,8 bilhões de dólares ao redor do mundo, consequentemente se tornou o filme mais bem sucedido do Universo Cinematográfico Marvel.[225][226]

### Televisão
2010
- A TV digital substitui gradualmente a televisão analógica nos países desenvolvidos.
- Nos Estados Unidos, as séries televisivas fazem mais sucesso do que os filmes lançados nos cinemas.
- Estreia uma das 5 maiores series de TV da Década The Walking Dead.
- Lançamento da série animada infantil My Little Pony: A Amizade é Mágica, criada por Lauren Faust, na estreia da Hub Network (conhecida como Discovery Kids na América Latina), causando alvoroço na internet e atraindo muitos fãs jovens e adultos, que se autodenominam Bronies.

2011

A série The Walking Dead uma série de apocalipse zumbi a segunda maior série da década estreou em 31 de Outubro de 2010 em meio ao Halloween que completou 10 anos em 2020 e ainda segue sendo exibida e maior série de TV mais assistida da AMC e da FOX.

- Em 7 de abril estreia a famosa série norte-americana, Game of Thrones, na HBO.
- Em 25 de maio é feita a última transmissão do programa americano The Oprah Winfrey Show, apresentado por Oprah Winfrey por 25 anos.[227]
- Começa a ser produzida a primeira série original do serviço de streaming de séries e filmes Netflix, o drama político americano House of Cards.

2012
- A telenovela Avenida Brasil quebra recordes de audiência fazendo sucesso no Brasil e em outros países no ano de 2012.[228][229]
- Dr. House, um dos dramas médicos mais conhecidos pelo público, chega ao fim.[230]
- Estreia na CW a série Arrow, dando início ao Arrowverse, universo compartilhado de séries (The Flash, Supergirl e outras).[231]

2013
- As telenovelas Carrossel e Chiquititas tornam-se fenômenos do público infantil da TV brasileira.
- O seriado de ficção científica da BBC Doctor Who completa 50 anos.
- A série americana Breaking Bad é finalizada após 5 temporadas.[232]

2014
- Estreia em março na The CW a série de ficção científica The 100.[233]

2015
- O programa Late Show with David Letterman, um dos talk-shows mais vistos dos Estados Unidos chega ao fim em maio de 2015, após ser transmitido por 22 anos.[234]
- Estreia em junho de 2015 o anime japonês Dragon Ball Super.
- Após 15 anos no ar chega ao fim o programa de televisão infantil brasileiro produzido e exibido pela TV Globo a TV Globinho e extinguindo assim a da faixa infantil da emissora que desde 2012 foi substituído pelo Encontro com Fátima Bernardes semanalmente.

2016
- O reality show americano, American Idol chega ao fim após 15 temporadas.[235]
- Estreia de Stranger Things, a série americana de ficção científica que se passa na década de 80 e que se tornou uma das séries mais populares da Netflix.

2017
- Estreia na CW a série americana Riverdale, que se tornou um sucesso entre o público adolescente.
- Estreia o último episódio de um dos desenhos mais vistos do Cartoon Network, Apenas um Show.

2018
- Estreia o último episódio de Hora de Aventura, a série animada mais longa do Cartoon Network.[236]

2019

Logo da série Grey's Anatomy, o drama médico é uma das maiores séries americanas da história.

- Grey's Anatomy se torna o drama médico mais longo da história.[238]
- Aniversário de 30 anos desde a estreia dos Simpsons.[239]
- Vai ao ar a última temporada da série de sucesso mundial, Game of Thrones.[240]

- Durante a década toda em exibição foi ao ar os três ultimos episódios de My Little Pony: A Amizade é Mágica e encerrando assim de vez a G4 (Quarta Geração).

### Moda
- Através da popularização de gêneros musicais como o funk e o sertanejo universitário no Brasil e da música pop no resto do mundo, a moda retrô passa a fazer parte do guarda-roupa dos jovens, remetendo aos visuais do final do século XX, em especial das décadas de 1980 e 1990.
- A moda grunge dos anos 1990 também volta a influenciar o estilo dos jovens, com camisas de flanela xadrez, gargantilhas (entre as mulheres), jardineiras e jeans rasgados. Entre outros itens que marcaram a época, retornaram à moda jaquetas oversized, mini óculos, óculos com armações redondas e o famoso "mom jeans" — modelo de calças jeans populares entre as mamães na década de 1990.
- O estilo hipster movimenta o guarda-roupa não somente dos jovens, mas também do público em geral, sendo conhecida por implementar um caldeirão de misturas e gostos da massa, e trazer elementos antigos a serem reutilizados na moda.
- O estilo gótico reaparece no cenário urbano, mas denominado desta vez como "gótico-suave", sendo uma versão mais leve e comportada do original que teve o seu auge vinte anos antes.
- No público feminino, durante a metade da década, o retrô e o vintage continuam em alta e dominando o mercado, rebuscando além dos estilos das décadas de 1980 e de 1990 que já estavam em uso, os da década de 1970, que reaparecem com força. Da década de 1970 voltam as calças flare, sapatos com grandes plataformas ou com saltos grossos e cores mais fracas entre mulheres adultas. Entre as jovens, as inspirações para as vestimentas provêm das duas décadas posteriores. Da década de 1980: roupas muito coloridas e brilhosas, neon, saias, shorts, sapatos scarpins, polainas, jeans ácido e a cintura alta. Grande parte das jovens e adultas começam a usar seus "cabelos naturais" e afro, muito volumosos e ousados como consequência da popularização do ativismo dos movimentos negro e feminista.
- No público masculino o estilo hipster dita os ressurgimentos. A moda contém inspirações das cinco últimas décadas do século anterior, tendo a estética dos anos 1980 e 1990 se destacado como as duas mais populares. Da década de 1950 reaparece o famoso corte "undercut", calças justas e camisas com a barra virada, e jaquetas jeans ou de couro. Da década de 1970, as cores mais suaves e os cabelos afro. Dos anos 1980, as cores vibrantes, mocassins e jeans rasgados e com lavagem ácida. Da década de 1990, as camisas quadriculadas e flanela, sapatenis, coturnos, entre outros acessórios.

## Sociedade

### Envelhecimento da população
A década de 2010 foi a década em que a maioria dos baby boomers (indivíduos nascidos entre 1946 e 1964, principalmente no mundo ocidental) se aposentou, pressionando os programas previdenciários e outros programas de bem-estar social em todo o planeta, dessa maneira, diversas nações realizaram reformas previdenciárias, entre elas, Alemanha, França e Brasil. No mesmo período, países relataram declínio nas taxas de fertilidade em seus censos de 2010. As consequências de uma sociedade em envelhecimento foram sentidas mais duramente na Europa e no Japão, que foram os primeiros a sofrer um declínio substancial da população.

### Geração Z
A geração Z, nascidos em média entre 1997-2010, passaram na década de 2010 por sua infância e adolescência. A maior parte dessa geração nasceu pouco após o surgimento da internet e desde a infância está acostumada com a tecnologia; exatamente por esse motivo eles têm muita facilidade no manuseio de smartphones, computadores, tablets e redes sociais para tarefas mais simples e normalmente estão um passo a frente dos próprios pais no mundo da tecnologia, porém apresentam dificuldades em tarefas mais técnicas e que são mais exigidas no mercado de trabalho, como usar impressoras. De acordo com o site escola da inteligência, existem certas dificuldades quanto a educação dos membros dessa geração, já que os pais dos mesmos não tiveram contato com a internet até a fase adulta. "Muitos deles tendem a compará-los a si mesmos quando jovens e pensam que seus filhos não deveriam ter tanto contato com a internet para ter uma infância saudável", afirma o site.

## Ciência e tecnologia

### Ciência
2010

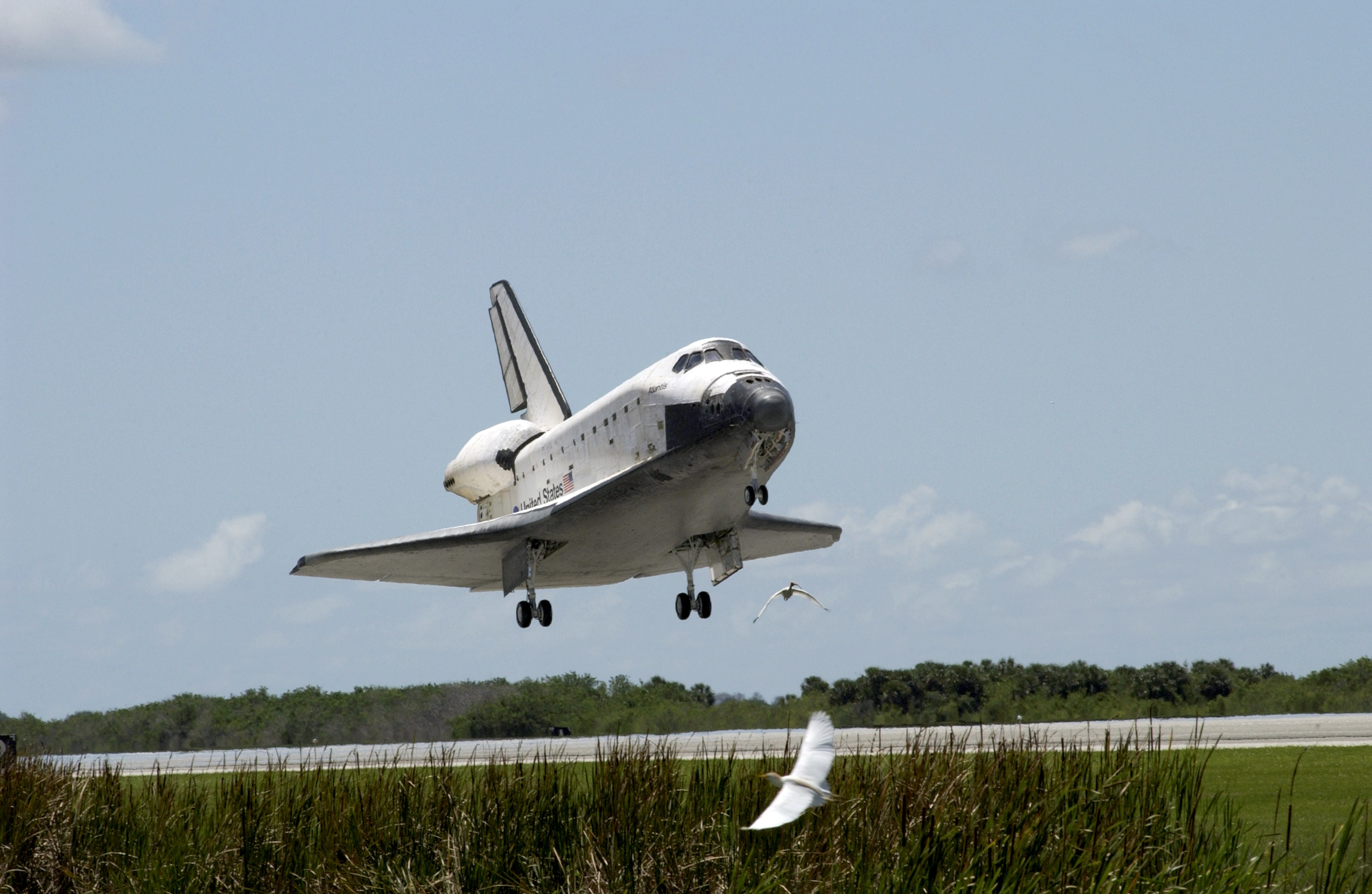
Chega ao fim a era dos ônibus espaciais.

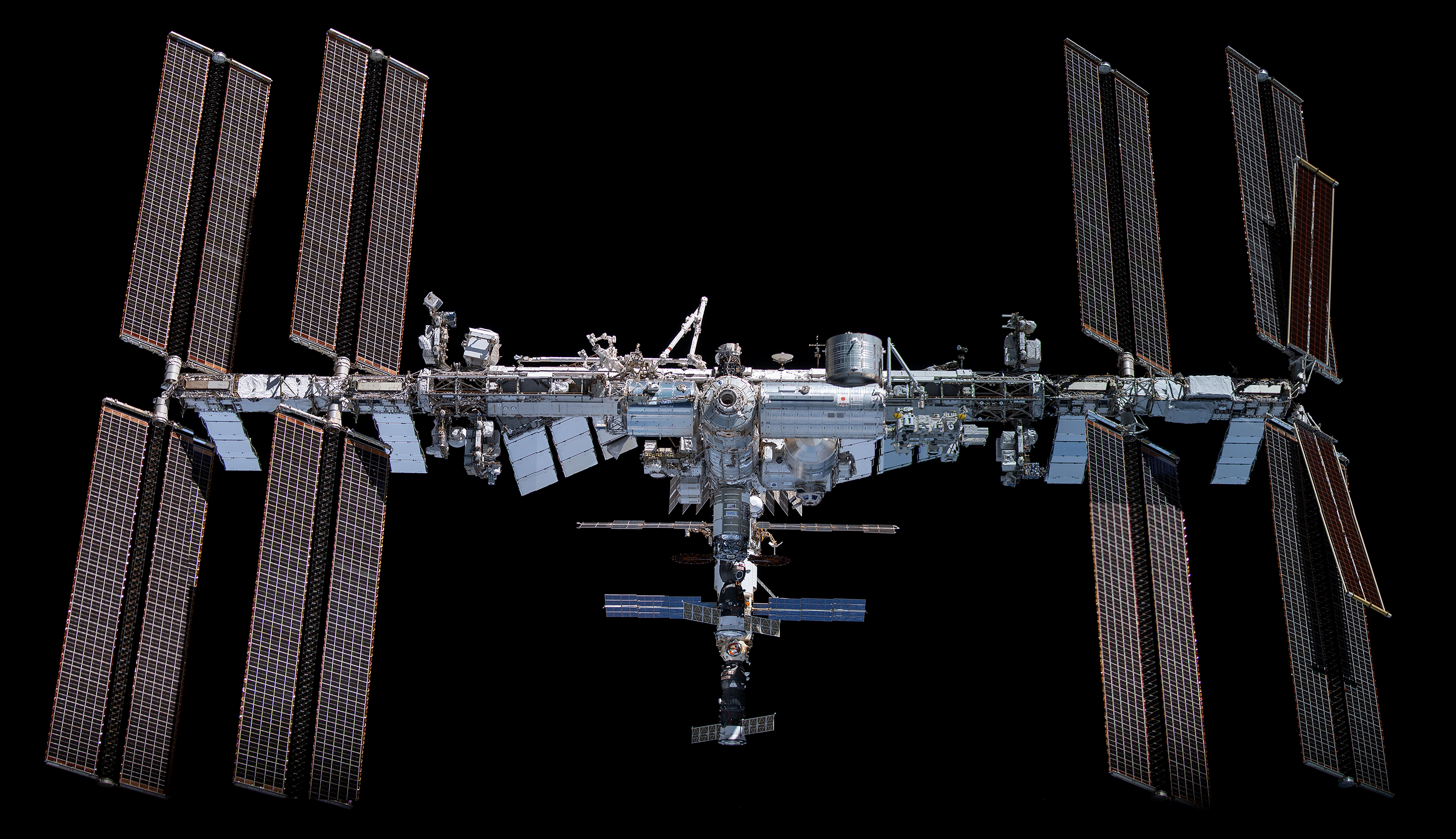
A Estação Espacial Internacional é concluída no início da década.

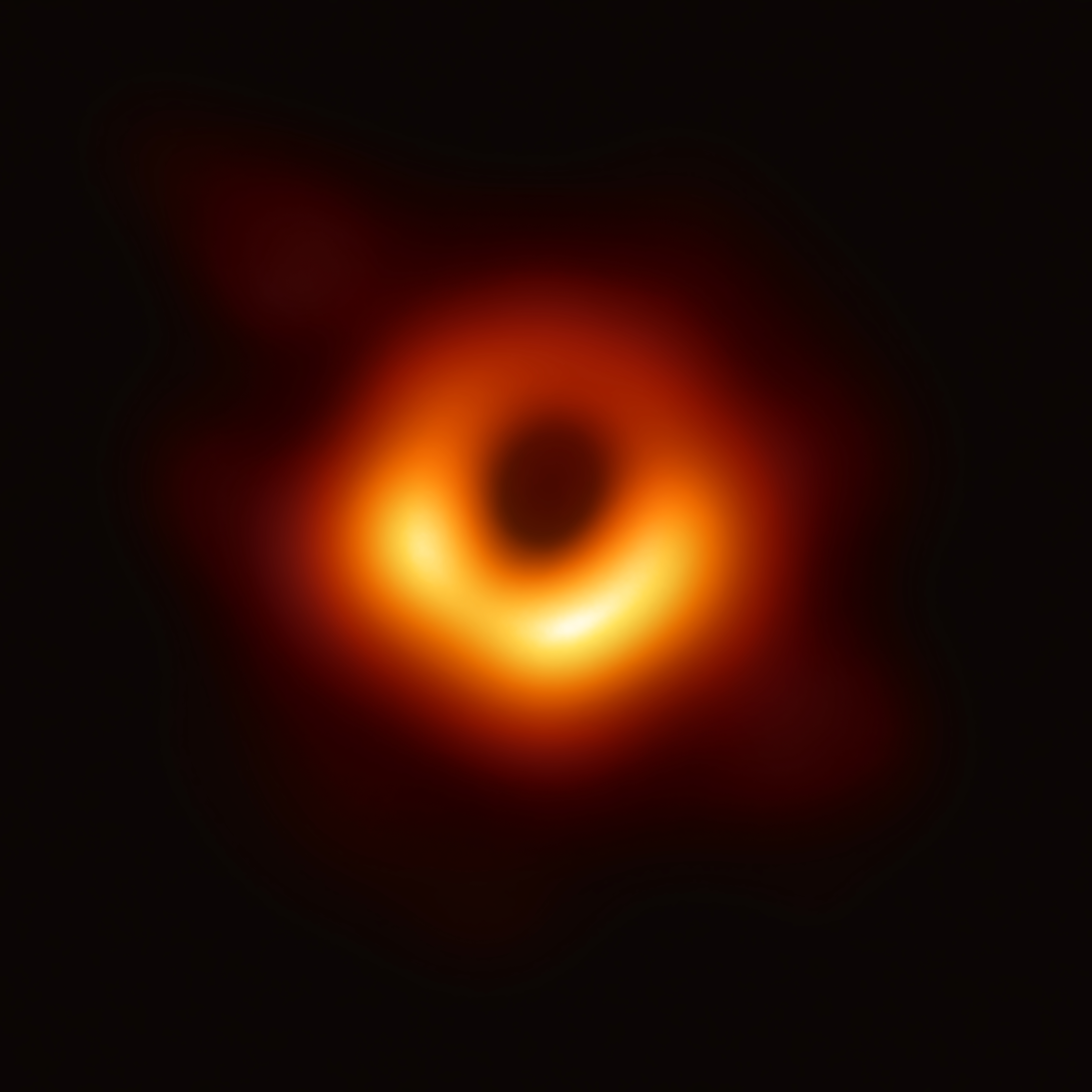
Primeira imagem revelada de um buraco negro.

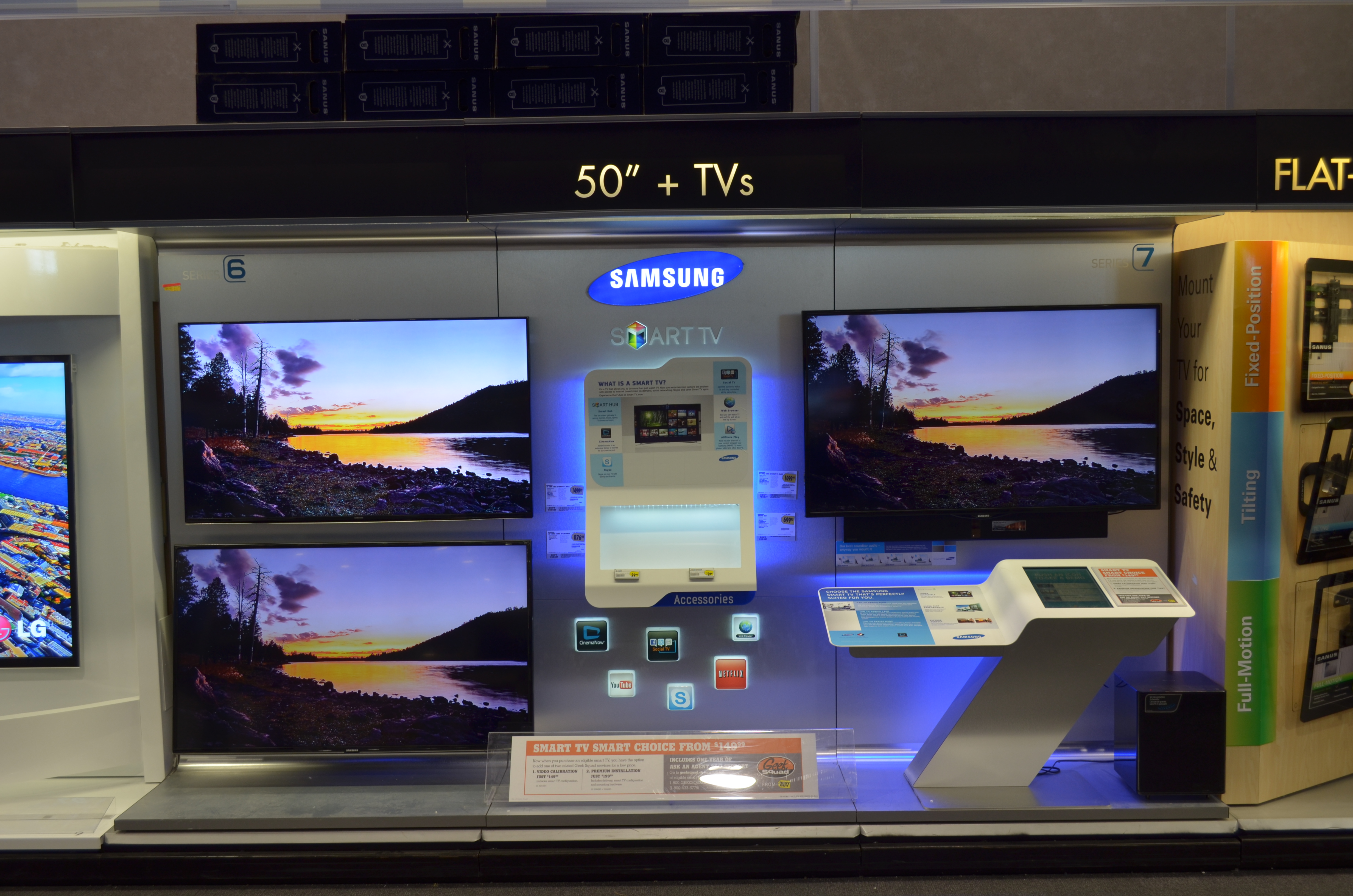
Popularização da Smart TV demonstra a evolução dos aparelhos televisores.

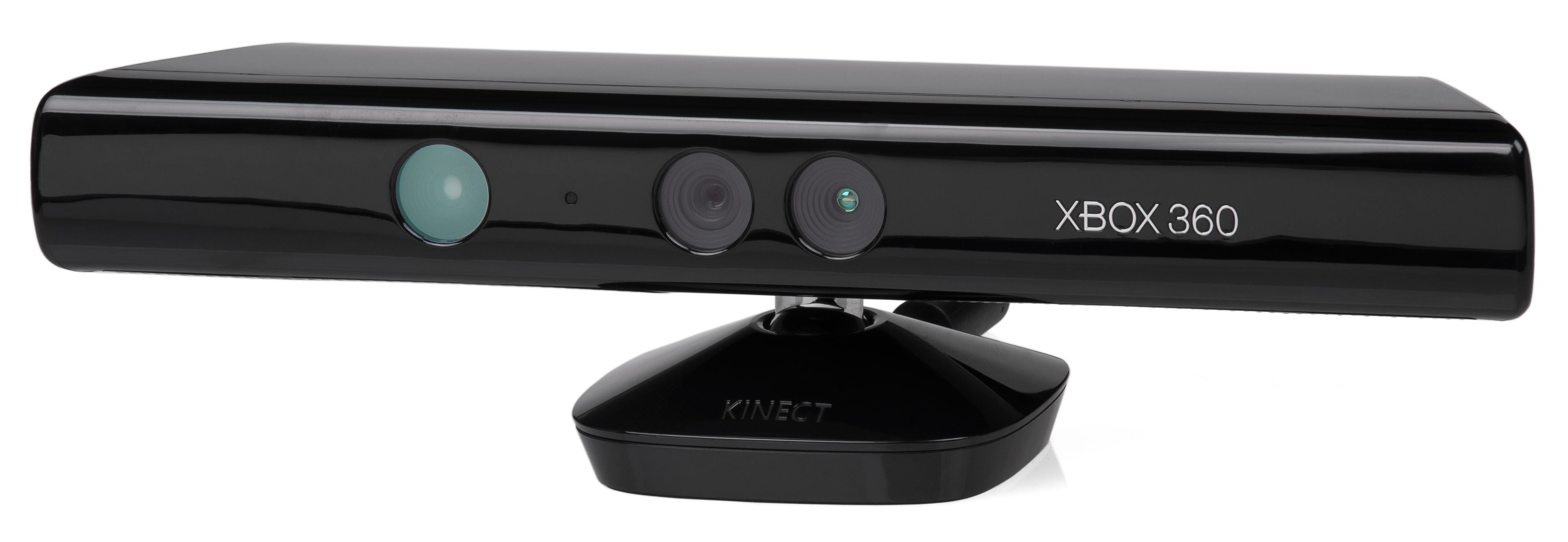
Kinect, acessório de videogame que dispensa o uso do joystick.

Windows 10 sistema operacional da Microsoft é lançado em meados da década.

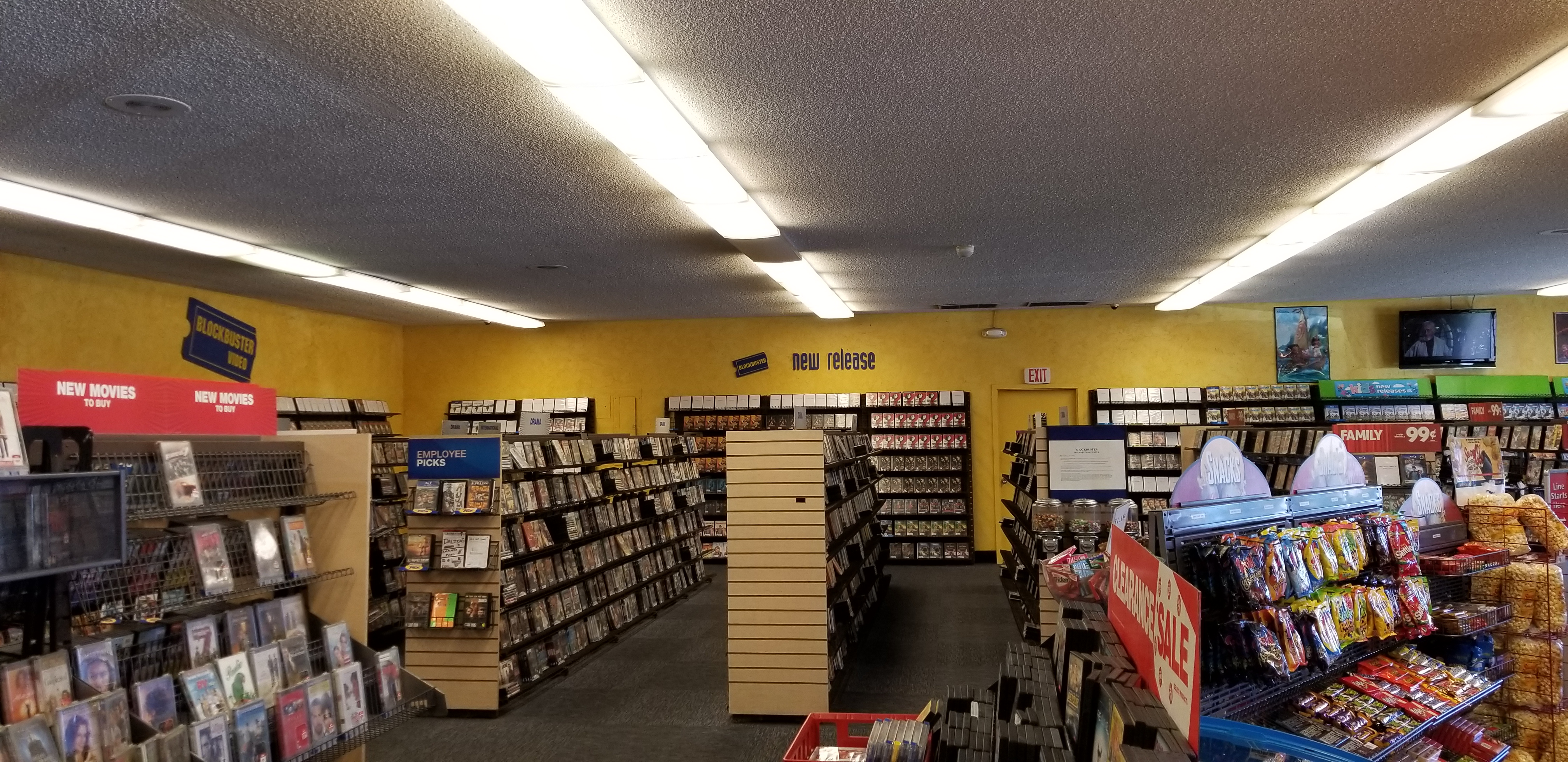
Serviço de locação de vídeo gradualmente deixam de existir ao longo da década.

Fundada na década de 1990, se popularizou nessa década.

Se consolida como uma das plataformas mais usadas.

Spotify difunde o serviço de streaming musical.

- Primeiras colisões de prótons com a energia de centro de massa de 7 TeV no Grande Colisor de Hádrons, o maior acelerador de partículas do mundo.
- É anunciada a diminuição da contaminação do vírus H1N1. A OMS diminui o nível de alerta para 1, índice que vai de 0 a 6.
- É anunciada a descoberta da bactéria GFAJ-1, a primeira capaz de substituir fósforo por arsénio na sua constituição química.

2011
- Estação Espacial Internacional é concluída em 2011, após 13 anos desde o início de sua construção.[250]
- Cientistas do CERN dizem ter observado neutrinos (uma partícula subatômica) viajando mais rápido que a luz.[251]
- NASA anuncia o fim da era dos Ônibus espacial após conclusão da Estação Espacial Internacional.

2012
- Cientistas do CERN anunciam que podem ter descoberto o bosão de Higgs conhecido como a "partícula de Deus".[252]

2014
- A sonda Philae, lançada a partir da sonda Rosetta se torna o primeiro objeto construído pelo homem a pousar em um cometa.[253]

2015
- A sonda New Horizons sobrevoa Plutão e seu satélite Caronte.[254]
- Anunciada a descoberta de uma nova espécie extinta de hominídeo, o Homo naledi.[255]
- É desenvolvida a vacina contra o vírus ebola.[256]

2016
- Pesquisadores do projeto LIGO anunciam que as ondas gravitacionais, previstas na teoria da relatividade geral, foram detectadas pela primeira vez.[257][258]

2017
- Lançamento do Programa Artemis, novo programa espacial da NASA.

2019
- É revelada pela National Science Foundation a primeira imagem capturada de um buraco negro.[259]

### Tecnologia
- Surge a televisão 3D e o conceito da Smart TV.
- Surge a impressora 3D.
- Surge o UHDTV e o conceito das resoluções 4 e 8k.
- Surge o relógio inteligente, competindo com os relógios tradicionais de pulso.
- Surge o conceito do tablet, tendo a Apple como precursora com o iPad.
- Os smartphones se popularizam, tendo como principais expoentes a Apple (iPhone), Google (Android), Microsoft (Windows Phone), Samsung e BlackBerry.
- Popularização das lojas de aplicativos para tablets e smartphones. Tendo como principais a Apple (App Store), Google (Google Play) e a Microsoft (Windows Store).
- Surge o aplicativo WhatsApp, revolucionando o envio de mensagens instantâneas via smartphones.
- A Microsoft lança o Windows 8 (em 2012), Windows 8.1 (em 2013), e o Windows 10 (em 2015). Além do Office 2010, Office 2013, Office 2016 e o Office 2019.
- Foi criado o Kinect, um acessório de videogame capaz de permitir aos jogadores interagir com os jogos eletrônicos sem a necessidade de ter em mãos um joystick.
- Surge a 4ª Geração da telefonia móvel, e os estudos da 5ª Geração.
- É apresentado o Archival Disc como tecnologia sucessora do Disco Blu-ray.[260]
- Lançamento do navegador Microsoft Edge.
- Surge o conceito do big data.
- O veículo elétrico se torna acessível, e surgem os veículos autônomos.
- Difundida a 4ª revolução industrial.
- Surge a empresa Uber, competindo com o serviço de táxi tradicional.
- Ascensão das plataformas de Vídeo sob demanda e o fim das Locadora de vídeo.

### Internet
- As Wikipédias alemã, francesa, neerlandesa, sueca, italiana, russa, espanhola, polonesa, cebuana, samaresa, vietnamita, japonesa, chinesa e portuguesa ultrapassam a marca do milhão de artigos.
- O FBI extingue o servidor Megaupload em 2012, após constatar violação dos direitos autorais.
- O Facebook criado em 2004 atinge em 2012 a marca de um bilhão de usuários cadastrados e torna-se a maior rede social do mundo.[261]
- A Microsoft compra o Skype e anuncia o fim do mais popular comunicador de mensagens instantâneas da década anterior, o MSN.[262]
- Um ano após o FBI extinguir o servidor Megaupload, Kim Dotcom lança o MEGA, seu sucessor.
- Facebook compra os aplicativos Instagram[263] e WhatsApp.[264]
- É aprovado em 23 de abril de 2014 no Brasil o Marco Civil da Internet.[265]
- No dia 30 de junho de 2014, 10 anos depois de sua criação, o Google anuncia o fim da rede social Orkut, a primeira rede social a fazer sucesso no Brasil.[266]
- O YouTube criado na década anterior, se populariza em todo o mundo, sendo uma das plataformas mais usadas.
- Popularização da Netflix, provedora global de filmes e séries de televisão via streaming.
- O Spotify ganha milhões de assinantes, difundindo os serviços de streaming musical.

### Diversão eletrônica

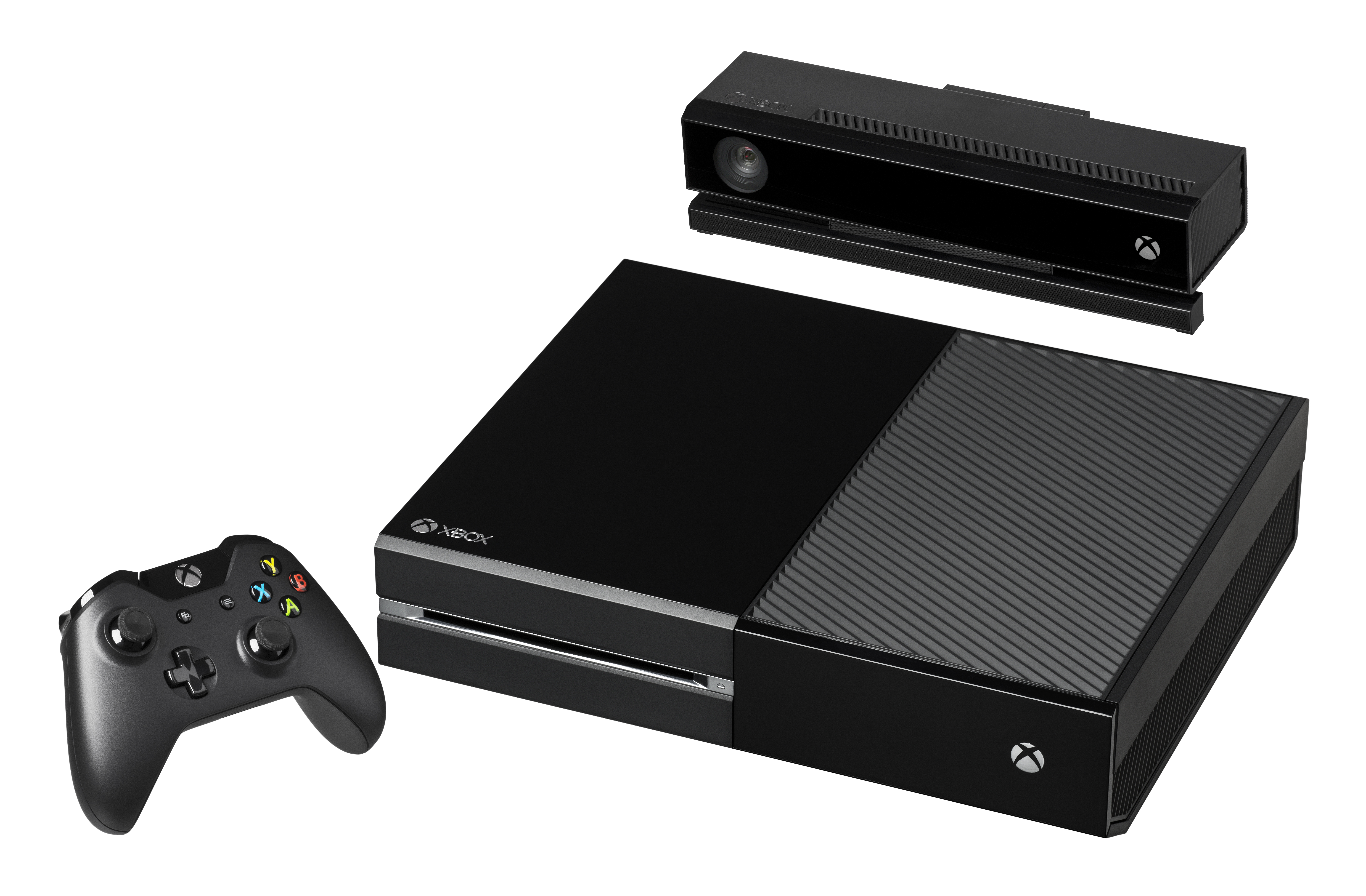
Xbox One videogame de oitava geração da Microsoft é lançado em 2013.

- Lançados os consoles de videogame de oitava geração: Wii U em 2012 e Nintendo Switch em 2017 da Nintendo, PlayStation 4 da Sony e o Xbox One da Microsoft em 2013. O notável sobre esta geração é a utilização da internet como o núcleo da funcionalidade dos consoles. Isto os transformou em centros de comunicação que unem em um único dispositivo sistema de jogo e bazar de vendas de filmes, programas de TV e outros conteúdos a partir do console. Posteriormente, versões definitivas dos consoles da Sony e Microsoft seriam lançados. Os Xbox One X (2017) e Playstation 4 (2016) são versões dos consoles com maior desempenho, maior potência gráfica e mais funções que os anteriores.
- É lançado o jogo eletrônico Minecraft, sucesso entre o público infanto-juvenil.
- Os principais ganhadores de prêmios entre jogos eletrônicos da década foram Red Dead Redemption (2010), The Elder Scrolls V: Skyrim (2011), The Walking Dead (2012), The Last of Us (2013), Dragon Age: Inquisition (2014), The Witcher 3: Wild Hunt (2015), Uncharted 4: A Thief's End (2016), The Legend of Zelda: Breath of the Wild (2017), God of War (2018) e Sekiro: Shadows Die Twice (2019)
- O cenário competitivo de jogos eletrônicos, denominado esporte eletrônico (eSports), ganha cada vez mais fama, espectadores e importância. Os principais eventos são: The International (DotA 2), League of Legends World Championship (League of Legends), ESL Pro League (Counter-Strike: Global Offensive) e Overwatch League (Overwatch).

## Esportes
- Jogadores como Cristiano Ronaldo e Lionel Messi no futebol, Rafael Nadal, Roger Federer, Novak Djokovic, Maria Sharapova e Serena Williams no tênis, os pilotos Sebastian Vettel e Lewis Hamilton na Fórmula 1, Usain Bolt no atletismo e LeBron James no basquetebol, fazem história e são considerados os melhores em seus esportes.
- O Rio de Janeiro torna-se a primeira cidade-sede dos Jogos Olímpicos situada no continente sul-americano.
- Ocorreram as Copas do Mundo de Futebol Feminino na Alemanha em 2011, Canadá em 2015 e França em 2019.
- Entra em uso o VAR nas partidas de futebol.
- Copas do Mundo FIFA na África do Sul 2010, Brasil 2014 e na Rússia 2018.
- A Seleção Brasileira tem o que foi considerado maior vexame da sua história. Durante a semifinal da Copa do Mundo de 2014, o Brasil foi eliminado após sofrer uma goleada de 1–7 para a Seleção Alemã.

| Ano  | Evento                          | Local                          | Data da escolha        |
| ---- | ------------------------------- | ------------------------------ | ---------------------- |
| 2010 | 9.º Jogos Sul-Americanos        | Medellín Colômbia              | 7 de novembro de 2006  |
| 2010 | 21.º Jogos Olímpicos de Inverno | Vancouver Canadá               | 2 de julho de 2003     |
| 2010 | 16.º Jogos Asiáticos            | Guangzhou China                | 1 de julho de 2004     |
| 2010 | 19.º Jogos da Commonwealth      | Deli Índia                     | 14 de novembro de 2003 |
| 2010 | 11.º Jogos Sul-Asiáticos        | Daca Bangladesh                |                        |
| 2011 | 16.º Jogos Pan-Americanos       | Guadalajara México             | 28 de maio de 2006     |
| 2011 | 10.º Jogos Pan-Africanos        | Maputo Moçambique              | 27 de abril de 2005    |
| 2011 | 14.º Jogos do Pacífico          | Nouméa Nova Caledônia          |                        |
| 2012 | 30.º Jogos Olímpicos de Verão   | Londres Inglaterra             | 6 de julho de 2005     |
| 2013 | 9.º Jogos Mundiais              | Cáli Colômbia                  | 15 de julho de 2009    |
| 2013 | 12.º Jogos Sul-Asiáticos        | Deli Índia                     |                        |
| 2014 | 3.º Jogos da Lusofonia          | Goa Índia                      | 14 de julho de 2009    |
| 2014 | 22.º Jogos Olímpicos de Inverno | Sóchi Rússia                   | 4 de julho de 2007     |
| 2014 | 17.º Jogos Asiáticos            | Incheon Coreia do Sul          | 17 de abril de 2007    |
| 2014 | 10.º Jogos Sul-Americanos       | Santiago Chile                 | 7 de novembro de 2006  |
| 2014 | 20.º Jogos da Commonwealth      | Glasgow Escócia                | 9 de novembro de 2007  |
| 2014 | 13.º Jogos Sul-Asiáticos        | Katmandu Nepal                 |                        |
| 2015 | 17.º Jogos Pan-Americanos       | Toronto Canadá                 | 6 de novembro de 2009  |
| 2015 | 11.º Jogos Pan-Africanos        | Brazzaville República do Congo | 14 de setembro de 2011 |
| 2015 | 15.º Jogos do Pacífico          | Port Moresby Papua-Nova Guiné  | 27 de setembro de 2009 |
| 2015 | 1.º Jogos Europeus              | Baku Azerbaijão                | 8 de dezembro de 2012  |
| 2016 | 31.º Jogos Olímpicos de Verão   | Rio de Janeiro Brasil          | 2 de outubro de 2009   |
| 2016 | 14.º Jogos Sul-Asiáticos        | Guwahati e Shilong Índia       |                        |
| 2017 | 4.º Jogos da Lusofonia          | Maputo Moçambique              |                        |
| 2017 | 10.º Jogos Mundiais             | Wroclaw Polónia                | 12 de janeiro de 2012  |
| 2018 | 23.º Jogos Olímpicos de Inverno | Pyeongchang Coreia do Sul      | 6 de julho de 2011     |
| 2018 | 18.º Jogos Asiáticos            | Jacarta e Palembang Indonésia  |                        |
| 2018 | 11.º Jogos Sul-Americanos       | Cochabamba Bolívia             |                        |
| 2018 | 21.º Jogos da Commonwealth      | Gold Coast Austrália           | 11 de novembro de 2011 |
| 2019 | 18.º Jogos Pan-Americanos       | Lima Peru                      | 11 de outubro de 2013  |
| 2019 | 12.º Jogos Pan-Africanos        | Rabat Marrocos                 |                        |
| 2019 | 2.º Jogos Europeus              | Minsk Bielorrússia             | 21 de outubro de 2016  |
| 2019 | 16.º Jogos do Pacífico          | Apia Samoa                     |                        |

| Ano  | Evento                              | Local                                | Campeão                      |
| ---- | ----------------------------------- | ------------------------------------ | ---------------------------- |
| 2010 | 19.º Copa do Mundo FIFA             | África do Sul                        | Espanha (1.º título)         |
| 2010 | 27.º Campeonato Africano das Nações | Angola                               | Egito (7.º título)           |
| 2011 | 43.º Copa América                   | Argentina                            | Uruguai (15.º título)        |
| 2011 | 15.º Copa da Ásia                   | Catar                                | Japão (4.º título)           |
| 2011 | 11.º Copa Ouro da CONCACAF          | Estados Unidos                       | México (6.º título)          |
| 2011 | 6.º Copa do Mundo FIFA Feminino     | Alemanha                             | Japão (1.º título)           |
| 2012 | 28.º Campeonato Africano das Nações | Guiné Equatorial e Gabão             | Zâmbia (1.º título)          |
| 2012 | 14.º Campeonato Europeu de Futebol  | Polónia e Ucrânia                    | Espanha (3.º título)         |
| 2012 | 9.º Copa das Nações                 | Ilhas Salomão                        | Taiti (1.º título)           |
| 2013 | 29.º Campeonato Africano das Nações | África do Sul                        | Nigéria (3.º título)         |
| 2013 | 12.º Copa Ouro da CONCACAF          | Estados Unidos                       | Estados Unidos (4.º título)  |
| 2013 | 9.º Copa das Confederações          | Brasil                               | Brasil (4.º título)          |
| 2014 | 20.º Copa do Mundo FIFA             | Brasil                               | Alemanha (4.º título)        |
| 2015 | 13.º Copa Ouro da CONCACAF          | Estados Unidos e Canadá              | México (7.º título)          |
| 2015 | 44.º Copa América                   | Chile                                | Chile (1.º título)           |
| 2015 | 16.º Copa da Ásia                   | Austrália                            | Austrália (1.º título)       |
| 2015 | 30.º Campeonato Africano das Nações | Guiné Equatorial                     | Costa do Marfim (2.º título) |
| 2015 | 7.º Copa do Mundo FIFA Feminino     | Canadá                               | Estados Unidos (3.º título)  |
| 2016 | 15.º Campeonato Europeu de Futebol  | França                               | Portugal (1.º título)        |
| 2016 | 45.º Copa América                   | Estados Unidos                       | Chile (2.º título)           |
| 2016 | 10.º Copa das Nações                | Papua-Nova Guiné                     | Nova Zelândia (5.º título)   |
| 2017 | 14.º Copa Ouro da CONCACAF          | Estados Unidos                       | Estados Unidos (6.º título)  |
| 2017 | 31.º Campeonato Africano das Nações | Gabão                                | Camarões (5.º título)        |
| 2017 | 10.º Copa das Confederações         | Rússia                               | Alemanha (1.º título)        |
| 2018 | 21.º Copa do Mundo FIFA             | Rússia                               | França (2.º título)          |
| 2019 | 17.º Copa da Ásia                   | Emirados Árabes Unidos               | Catar (1.º título)           |
| 2019 | 8.º Copa do Mundo FIFA Feminino     | França                               | Estados Unidos (4.º título)  |
| 2019 | 46.º Copa América                   | Brasil                               | Brasil (9.º título)          |
| 2019 | 15.º Copa Ouro da CONCACAF          | Estados Unidos, Costa Rica e Jamaica | México (8.º título)          |
| 2019 | 32.º Campeonato Africano das Nações | Egito                                | Argélia (2.º título)         |